# THE BLUE HEARTS
THE BLUE HEARTS（ザ・ブルーハーツ）は、日本のパンク・ロックバンドである。1985年結成。1987年メジャーデビュー。1980年代後半から1990年代前半にかけて活動し1995年に解散した。略称はブルハ。
代表曲は「リンダリンダ」、「TRAIN-TRAIN」、「青空」、「人にやさしく」、「情熱の薔薇」、「夢」など。
バンド名の由来は、甲本ヒロトによると「意味は無く、誰もが呼びやすい小学生でもわかるような英語で、バンドの音楽性が見えないような名前」だからつけたという。

## 概要
1985年結成。1987年にシングル「リンダリンダ」でメジャーデビュー。解散から30年近く経過した近年でも、彼らの楽曲はCMやドラマや映画などに多く使われている。
主にボーカルの甲本ヒロト、リードギターの真島昌利が作詞作曲を担当した。
THE BLUE HEARTSの甲本ヒロトや真島昌利の書く詩は、NHK「人間講座」の「言葉の力・詩の力」（ねじめ正一講師）中でも、その文学性が高く評価されている（なお、教材本文の講義は、2001年度前期のNHK教育テレビ「人間講座」内で放送）。
『THE BLUE HEARTS』から『TRAIN-TRAIN』までの前期三部作は、ブルースをルーツとしたメッセージ性の強い、独自の日本語ロックの世界を構築していたが、イーストウェスト移籍後からの後期作品は、後のTHE HIGH-LOWSに繋がる様々なスタイルを取り入れ、メッセージ性を無視した楽曲も多い。

## メンバー
- 甲本ヒロト（こうもと ひろと、1963年3月17日 - ）- ボーカル、ブルースハープ、ギター

元ラウンドアバウト、ザ・コーツ。解散後ヒューストンズ、↑THE HIGH-LOWS↓、現ザ・クロマニヨンズ。
愛称は「ヒロト」。低音の効いた太い歌声が特徴。たまに吹くブルースハープは独学で、高いレベルまで達しているが、ベントやトレモロなどの技術は「偶然できた」とのこと。演奏する曲によってギターを弾くこともある。テレビなどのインタビューで答えるのは、ほとんど甲本が担当。デビュー時は坊主頭だった。河口と一緒に金髪に染めている時期もあった。牛乳が好き。
- 真島昌利（ましま まさとし、1962年2月20日 - ）- ギター、ボーカル、コーラス

元THE BREAKERS。解散後↑THE HIGH-LOWS↓、現ザ・クロマニヨンズ。
愛称は「マーシー」。しゃがれた歌声が特徴。他の3人に比べれば、テレビなどに出演してもあまり喋らず、表情を変えないことが多い。甲本とは、およそ半々の割合で曲を創り上げた。頭のバンダナがトレードマークだが、ネイティブ・アメリカンの羽飾りを着けたこともあった。
- 河口純之助（かわぐち じゅんのすけ、1961年4月26日 - ） - ベース、コーラス、ボーカル

解散後THE LONDON TIMES、ザ タイムトラベラーズ。
愛称は「河ちゃん」。結成当初はバンドのマネージメントを行っていたが、半年ほどでベースが脱退したため急遽1985年8月に正式メンバーとして加入。本名は河口 宏之（- ひろゆき）で、当初は本名を名乗っていたが、デビュー直前あたりから「純之助」を名乗る。ベース以外にも真島と共にコーラスを担当。真島と対照的な高音の澄んだ歌声が特徴。甲本と一緒に金髪に染めている時期もあった。1991年に幸福の科学に入信した。
- 梶原徹也 （かじわら てつや、1963年9月26日 - ） - ドラム

解散後The 3peace、サルサ・ガムテープ、THE BIG HIP、THE EX-FIVE
愛称は「梶君」。元々はブルーハーツのファンで、ライブチケットのモギリなどをやっていた。その後ドラムの脱退を知り、ヒロトの自宅にしつこく電話してオーディションを受けさせてもらい、1986年4月に正式メンバーとなる。モヒカンヘアーが特徴であるが、参加当初の髪型はモヒカンではなく角刈りに近いヘアスタイルであり、後期には長髪にして結っていたこともある。

### 過去に在籍したメンバー
- 望月正水（もちづき まさみ）- ベース

愛称はマサミ。結成当初のメンバーであるが飲酒問題で体を壊し、半年ほどでバンドを脱退している。音源としては1985年6月7日新宿ロフトで録られた音源のベーシストは脱退直前の彼だと思われる。脱退後は自動車のレッカーマンとして働きながらTHE JUMPSの島キクジロウ等と共に「キャバレッツ」を結成。後に脱退し、NATIONALS（現在はMASAMI & THE NATIONALS）というバンドで活動中。
- 英竜介（はなぶさ りゅうすけ、1961年3月11日 - 2017年1月24日）- ドラム

愛称はリュースケ。1986年3月に脱退しているが、1985年に無料配布されたソノシート「1985」で彼の演奏を聴く事が可能である(「1985」はベストアルバム『SUPER BEST』に収録されている)。その他、彼が演奏する音源は比較的現存している。また、映像としては「ブルーハーツが聴こえない〜HISTORY OF THE BLUE HEARTS」の1985年の映像は1985年12月24日都立家政スーパーロフト にて行われたTHE BLUE HEARTS初のワンマンライブ「世界一のクリスマス」であり、英がドラムを叩いているのも微かに確認することができる。また、同ライブでは、甲本が「ブルーハーツより愛をこめて」前のMCでは英の名前をあげている。ブルーハーツ脱退後は中村あゆみや織田哲郎のバックバンドやスタジオミュージシャンとして活動。損害保険の調査員、トラックやタクシーのドライバー等を経験したのち、ホテルなどで馬車を運行する会社を立ち上げる。2017年1月、白血病にて他界。
- 山川のりを（やまかわ のりを、1965年11月11日 - ）- ベース

愛称はのりを。元ザ・コーツ、グレイトリッチーズ、DEEP&BITES、ノリオ&アイスクリームマン。望月脱退後、ほんの2か月ほどサポートメンバーとして活動していた。
グレイトリッチーズの全国ツアーが始まるのを機に脱退した。ライブのMCでは、今年一杯はメンバーでいるといったことも言っていた。音源としては、1985年7月25日新宿ロフトで録られた音源がある。脱退後DEEP&BITESを結成。同時期に忌野清志郎 ・大島賢治・中曽根章友と共に2・3sとして活動。一時期真島のソロツアーにも参加していた。DEEP&BITES解散後はノリオ&アイスクリームマンを経て、現在はソロユニット、ギターパンダで活動中。
- 佐藤シンイチロウ（さとう しんいちろう、1964年8月16日 - ）- ドラム

愛称はシンちゃん。元THE POGO、KENZI&THE TRIPS、現the pillows、The ピーズ。英竜介脱退後から梶原が正式加入するまで、サポートドラマーを担当していた。その際の音源はオムニバス盤『JUST A BEAT SHOW』にて確認することが可能である。また、映像としては、入手困難だが1986年3月20日のアトミック・カフェ・フェスティバルの映像(SUMMER TIME BLUESと題されている)が唯一確認できるものである。thee michelle gun elephantのメンバーと親交が深い。

### サポートプレイヤー
- 白井幹夫（しらい みきお、1950年5月31日 - ）- キーボード

ON TOUR 1989（1989年5月3日 - 同31日）から解散するまでの間、ライブとレコーディングでキーボードを担当。真島の友人であった杉浦逸生の紹介でブルーハーツに参加。サポートでありながら、アルバム『HIGH KICKS』の歌詞カードでは顔写真付きで紹介されたり、『ミュージックステーション』にブルーハーツが出演した際は、演奏のみならずスタジオトークにもメンバーと共に並んで出演していたり、ライブ時には甲本ヒロトから5人目の仲間として紹介されるなど、ブルーハーツの中では正式なメンバーとしての意識があった。伝説のバンドめんたんぴんのメンバー（第4期-）で、浅川マキや南正人のバックを務めた事もある実力派だが、ピアノは全くの独学で、「ギターコードを鍵盤に乗せただけ」と、ファンクラブの会報で答えている。後のTHE HIGH-LOWSでも正式メンバーとして活動し、2003年に同バンドを脱退した。

## 来歴
1980年代前半、それぞれのバンドの状態が思わしくなかった甲本ヒロトと真島昌利、河口純之助の3人は下北沢のバイト先で出会い、Traditional（トラディッショナル）というセッションバンドを行ったり、バンドの事について語り合ったりして飲んだり遊んだりしているうちにお互いに意気投合しあっていった。
1984年11月11日、「ロードサイド・ロッカーズ」というイベントで、Vo.甲本ヒロト、Gu.真島昌利&河口純之助、Ba.コハマ（元FACE）、Dr.不明（アールチューカーのメンバーの誰か）の5人で原宿ホコ天にてライブをする。
1985年の1月から、それぞれバンドを解散したり脱退したりしていた真島や甲本らは、本気でバンド結成のことについて考えるようになり、1985年2月に、真島と甲本の2人を中心として「THE BLUE HEARTS」を結成。同年4月に、THE BLUE HEARTSの初ライブを行うことになった。同年の夏に、彼らのマネージャーとしてバンドに関わっていた河口が前メンバーの替わりにベースとして参加し、翌年の4月ごろに梶原徹也が甲本に加入を懇願し、ドラマーとして参加した。結成当初は、渋谷のライブハウス 渋谷屋根裏を拠点として多く活動していた。1986年、梶原が加入した頃から「面白いバンドがいる」と、話題になり始める。
1987年2月に、シングル「人にやさしく」を自主制作で発表。同年、メルダックよりメジャーデビューが決定し、1987年5月1日に、メジャーデビューシングル「リンダリンダ」を発売、同月に1stアルバム『THE BLUE HEARTS』を発表した。口コミなどで、彼らの評判は若者を中心に全国的に知れ渡るようになり、第二次バンドブームの先駆けとなった。
半年後に発売した2ndアルバム『YOUNG AND PRETTY』も好調、そして1988年に発表した3rdアルバム『TRAIN-TRAIN』が50万枚を超えるヒットとなり、同作からリカットされたシングル「TRAIN-TRAIN」がドラマの主題歌などにも起用されるなど、一躍音楽界のトップシーンに登り詰めた。
しかし4thアルバム以降は、以前ほどの売れ行きは見せなくなった。その後3枚のアルバムを発表。1995年にラストアルバムを発表し、バンドは解散。

## 解散とその後

### 解散
解散当時に発売された音楽誌『バンドやろうぜ』の編集局コラム等によると、「河口が宗教（幸福の科学）に没頭し、スタッフやファンを勧誘したことに甲本と真島が怒ったために解散に至った」とされている。しかし、甲本がのちに音楽誌に語った内容では「バンドを続けるにはある程度の演奏技術が必要。それがあのメンバーでは出せないから解散した」となっている。他にも雑誌『VIEWS』のインタビューで、甲本は当初は解散ではなく、自分がバンドを抜けるつもりだったとのこと。その理由に言及していないが、「あの時、ヒロトが言い出さなければ自分が抜けていた」とのちに真島が語っている。凸凹ツアー中の宿泊先のホテルで、メンバーひとりひとりと話し合い、「ヒロトが抜けるなら解散」→「でもまたあとで再結成というのも恥ずかしいのでひとまず活動休止」ということとなった。
活動休止中に甲本は別バンド「ヒューストンズ」、真島はソロ、梶原はドラマーズなどで活動。結局は解散を最終決定するも、レコード会社との契約がまだ残っていたために、アルバムを一枚出す必要性に迫られた。ラストアルバム『PAN』がブルーハーツ名義にもかかわらず、中身がブルーハーツではない（ソロの楽曲の寄せ集め）のはそのため。そしてNHK-FMミュージックスクエアで「今後の予定は？」と聞かれて「解散です」と突然の解散発表。それから10年後の2005年あたりから、元メンバーが公の場に揃って姿を見せるなど、再び交流が活発化している。
このラジオ番組で行われた解散宣言の前に届いていたブルーハーツ集団（ファンクラブ）会報誌「BLUE-PARTS」には、号外として今回のラジオ出演の告知があり、「放送内で解散宣言をします」と明記されていた。1995年1月1日号には「ブルーハーツ集団、解散」の告知があった。甲本はこの時に「ずっと続いているものを一旦リセットしたいと思って」と話していた。

### その後
1995年にブルーハーツを解散した後、甲本と真島は3人の新メンバーを加えTHE HIGH-LOWSを結成。晩年のブルーハーツでもその兆候はあったが、社会的メッセージというよりシュールな歌詞が多くなった。それでも躍動感あふれる曲を多く作り、固定ファンの期待に応えるだけでなく、新たなファンも獲得していった。こちらも10年後の2005年に活動休止したが、2006年に甲本と真島が再びコンビを組み、二人の新メンバーを加えザ・クロマニヨンズを結成し活動を再開した。
ブルーハーツ解散後にメンバーがブルーハーツ時代の曲を歌うことは原則ないが、甲本は一度、他人のライブの飛び入りで「僕の右手」を歌い、また『ヨルタモリ』出演時に「リンダリンダ」のセッションにブルースハープで参加しハミングをしたものの、歌唱はしなかった。真島はイベントで何度か「青空」を歌い、河口がSUMMER SONICで間寛平らと共に「リンダリンダ」を、梶原がThe 3peaceとして「リンダリンダ」を演奏した。

## 略歴
1982年
- 甲本、真島、河口は、新宿の歩行者天国のイベントで初めてセッションを行う。

1984年
- 11月、甲本、真島、河口の三人は遊び仲間としてよく遊んでいた。
- 12月24日、当時甲本の家だった笹塚の廃屋のパーティーで、THE BREAKERSの解散を決定した真島が、同時期にザ・コーツを解散した甲本に「バンド一緒にやらないか」とブルーハーツ結成の話を持ちかける。

1985年
- 1月5日、真島が数人の仲間とギターを片手に甲本の住家を突然訪れてそのまま住みついてしまう。同日の夕方、元ベース担当の望月も静岡より上京し甲本の家に住み着くようになる。
- 1月25日、THE BREAKERS解散。
- 1月後半、甲本、真島、望月の3人で原宿クロコダイルで行われたジョニー・サンダースのライブを観た帰り、代々木公園で一人ドラムの練習をしていた英と初めて出会う。
- 2月、甲本と真島を中心に結成される。結成当時のメンバーは、Vo.甲本ヒロト G.真島昌利 B.望月正水 Dr.英竜介。
- 4月3日、新宿ロフトで初ライブ[7]。チケットはドリンク付きで1,000円。
- 6月、望月脱退、正式メンバー決定までの間、コーツ、グレイトリッチーズ、ディープ&バイツで活動していた山川のりをが一時的にベーシストとして参加(甲本は山川をこの年いっぱいはメンバーとしてやっていくといっていた)。
- 8月17日 渋谷屋根裏、それまでマネージメントを行っていた河口が正式加入。
- 12月24日、都立家政スーパーロフト（現存せず）にて初ワンマン・ライブ「世界一のクリスマス」256人動員。全レパートリー21曲を演奏。

1986年
- 3月8日、渋谷屋根裏で開催されたライブ『JUST A BEAT SHOW』出演。後にこの時のライブを収録したオムニバス・アルバムも発売。
- 3月20日、渋谷東映で開催された反核イベント『アトミック・カフェ・フェスティバル』に出演[8][9]。有頂天、ZELDA、ECHOESといったプロのバンドの中に混じりアマチュアバンドで唯一出演し、お客の目を全て奪う[8]。
- 3月21日、目黒鹿鳴館「Bright Lights Beat City」を最後に英脱退。
- 4月19日、都立家政スーパーロフトから梶原が正式加入。
- 5月19日、テレビ東京“スーパーマガジン・すばらしき人生”でテレビ初出演。
- 6月9日、目黒鹿鳴館にて2度目のワンマンライブ「人にやさしく」、489人動員。1985を除く全レパートリー24曲を演奏。

1987年
- 1月、「ハンマーツアー」スタート。
- 2月25日、自主制作シングル「人にやさしく/ハンマー」発表。
- 5月1日、シングル「リンダ リンダ/僕はここに立っているよ」でメジャーデビュー。
- 5月21日、1stアルバム「THE BLUE HEARTS」発売
- 5月21日、ニッポン放送・オールナイトニッポン第1部に出演。DJは爆風スランプのサンプラザ中野
- 7月4日、日比谷野外音楽堂にてライブ。チケットは即日ソールドアウト。3382人動員。
- 10月1日、初の全国ツアー「ドブネズミツアー」スタート（全40公演）。

1988年
- 2月8日、「TOUR'88 PRETTY PINEAPPLE」スタート（全65公演）。
- 10月3日、「パイナップルの逆襲ツアー」（全40公演）。

1989年
- 杉浦逸生から白井幹夫を紹介される。
- 8月16日、初の海外ツアー「PORTLAND TOUR'89」敢行。
- 9月、レコード会社をメルダックからイーストウエスト・ジャパンに移籍。

1993年
- 10月25日、通算17枚目のシングル「夕暮れ」発売。THE BLUE HEARTSとしての最後のシングルとなる。

1994年
- 8月13日、長野県千曲市にある科野の里歴史公園「あんずの里ロックフェスティバル」に出演。これがブルーハーツとしての最後のライブとなる。
- 12月25日、ダウンタウンのごっつええ感じに「THE BLUE HEARTS」として甲本と真島が出演。GEISHA GIRLSとこじつけ音作文、乳首相撲対決、寸止めキス対決をした。これが「THE BLUE HEARTS」としての最後のテレビ出演となった。

1995年
- 所属事務所から独立。甲本と真島が代表となって有限会社ハッピーソング設立。
- 6月1日、NHK-FMの音楽番組ミュージックスクエアで解散発表（出演部分の収録は5月17日）。
- 7月10日、ラストオリジナルアルバム『PAN』発売。

## 作品

### シングル
|          | 発売日         | シングル名           | 最高順位 | レーベル・備考                            |
| -------- | -------------- | -------------------- | -------- | ----------------------------------------- |
| 自主制作 | 1985年12月24日 | 1985                 | -        | ソノシート・ライブ会場限定で200枚ほど配付 |
| 自主制作 | 1987年2月25日  | 人にやさしく         | 26位     | ジャグラー／メルダック                    |
| 1st      | 1987年5月1日   | リンダ リンダ        | 38位     | メルダック                                |
| 2nd      | 1987年11月21日 | キスしてほしい       | 48位     | メルダック                                |
| 自主制作 | 1988年7月1日   | ブルーハーツのテーマ | 39位     | ジャグラー／LASTRUM                       |
| 自主制作 | 1988年7月1日   | チェルノブイリ       | 55位     | ジャグラー／LASTRUM                       |
| 3rd      | 1988年11月23日 | TRAIN-TRAIN          | 5位      | メルダック                                |
| 4th      | 1989年2月21日  | ラブレター           | 23位     | メルダック                                |
| 5th      | 1989年6月21日  | 青空                 | 8位      | メルダック                                |
| 6th      | 1990年7月25日  | 情熱の薔薇           | 1位      | イーストウエスト・ジャパン                |
| 7th      | 1991年4月10日  | 首つり台から         | 13位     | イーストウエスト・ジャパン                |
| 8th      | 1991年11月28日 | あの娘にタッチ       | 24位     | イーストウエスト・ジャパン                |
| 9th      | 1992年3月10日  | TOO MUCH PAIN        | 29位     | イーストウエスト・ジャパン                |
| 10th     | 1992年10月25日 | 夢                   | 14位     | イーストウエスト・ジャパン                |
| 11th     | 1993年2月25日  | 旅人                 | 50位     | イーストウエスト・ジャパン                |
| 12th     | 1993年5月25日  | 1000のバイオリン     | 47位     | イーストウエスト・ジャパン                |
| 13th     | 1993年8月25日  | パーティー           | 80位     | イーストウエスト・ジャパン                |
| 14th     | 1993年10月25日 | 夕暮れ               | 71位     | イーストウエスト・ジャパン                |

### アルバム

#### オリジナルアルバム
| #   | 発売日         | タイトル         | 最高順位 | レーベル                   |
| --- | -------------- | ---------------- | -------- | -------------------------- |
| 1st | 1987年5月21日  | THE BLUE HEARTS  | 31位     | メルダック                 |
| 2nd | 1987年11月21日 | YOUNG AND PRETTY | 10位     | メルダック                 |
| 3rd | 1988年11月23日 | TRAIN-TRAIN      | 3位      | メルダック                 |
| 4th | 1990年9月10日  | BUST WASTE HIP   | 1位      | イーストウエスト・ジャパン |
| 5th | 1991年12月21日 | HIGH KICKS       | 3位      | イーストウエスト・ジャパン |
| 6th | 1993年2月10日  | STICK OUT        | 1位      | イーストウエスト・ジャパン |
| 7th | 1993年7月10日  | DUG OUT          | 2位      | イーストウエスト・ジャパン |
| 8th | 1995年7月10日  | PAN              | 2位      | イーストウエスト・ジャパン |

#### ベスト・アルバム
| # | 発売日                         | タイトル                                                                    | 最高順位 | レーベル                         | 備考 |
| - | ------------------------------ | --------------------------------------------------------------------------- | -------- | -------------------------------- | --- |
| 1 | 1995年1月1日                   | MEET THE BLUE HEARTS                                                        | 4位      | メルダック                       | |
| 2 | 1995年9月25日                  | EAST WEST SIDE STORY                                                        | 5位      | イーストウエスト・ジャパン       | イーストウエスト・ジャパン在籍時のベスト |
| 3 | 1995年10月16日                 | SUPER BEST                                                                  | 4位      | メルダック                       | メルダック在籍時のベスト THE BLUE HEARTSとしては最大となるチャートイン回数(266週)を記録                                                         |
| 4 | 1999年1月1日                   | THE BLUE HEARTS BOX                                                         | 4位      | メルダック                       | メルダック在籍時のアルバム3作BOX リマスタリングなし                                                                                             |
| 5 | 1999年11月25日                 | Singles 1990-1993                                                           | 48位     | ワーナーミュージック・ジャパン   | ワーナー在籍時代のシングル集 全曲リマスタリング                                                                                                 |
| 6 | 2010年2月24日                  | ALL TIME SINGLES 〜SUPER PREMIUM BEST〜                                     | 3位      | 徳間ジャパンコミュニケーションズ | 初のオールタイム・シングルコレクション 解散までに発表された未発表映像を含む全PVを収録したDVD付・全曲リマスタリング ブックレットに複数の誤記あり |
| 6 | 2018年2月28日 (アナログ盤)     | ALL TIME SINGLES 〜SUPER PREMIUM BEST〜                                     | ₋        | 徳間ジャパンコミュニケーションズ | |
| 6 | 2020年10月21日(ジャケット違い) | ALL TIME SINGLES 〜SUPER PREMIUM BEST〜                                     | 26位     | 徳間ジャパンコミュニケーションズ | 結成35周年を記念し制作されたオールタイム・ベスト 『ALL TIME MEMORIALS II』との同時発売                                                          |
| 7 | 2015年2月4日                   | THE BLUE HEARTS 30th ANNIVERSARY ALL TIME MEMORIALS〜SUPER SELECTED SONGS〜 | 3位      | トライエム                       | 結成30周年を記念し制作されたオールタイム・ベスト 8組のアーティストによるカバー・トリビュート盤付                                                |
| 8 | 2020年10月21日                 | ALL TIME MEMORIALS II                                                       | 30位     | トライエム/メルダック            | 結成35周年を記念し制作されたオールタイム・ベスト                                                                                                |

#### ライブ・アルバム
- LIVE ALL SOLD OUT（1996年1月1日）- 16位 - イーストウエスト・ジャパン
- 野音 Live on '94 6.18/19（1997年11月25日）- 48位 - イーストウエスト・ジャパン

#### オムニバス・アルバム
- JUST A BEAT SHOW 1986.3.8 YANEURA（1986年5月）- Major
  - 4組のバンドによる、渋谷屋根裏でのライブを収録したオムニバス盤。「ハンマー」「人にやさしく」「未来は僕等の手の中」の3曲が収録されている。
  - 当時はドラムス不在であったため、現the pillowsの佐藤シンイチロウをサポートに迎えている。

#### リミックス・アルバム
- THE BLUE HEARTS KING OF MIX（盗賊団名義）（1994年5月25日）- イーストウエスト・ジャパン

#### トリビュート・アルバム
- THE BLUE HEARTS TRIBUTE（2002年4月25日）- LASTRUM
  - ブルーハーツの元ディレクター谷川千央が当時、彼がディレクターを担当していたBEAT CRUSADERSのhidakaの協力のもと制作された。

  1. 青空 (BEAT CRUSADERS Feat.Masafumi Isobe/HUSKING BEE)
  2. ラブレター (Oi-SKALLMATES)
  3. NO NO NO (TSUTCHIE/SHAKKAZOMBIE Feat.TOSHI-LOW/BRAHMAN)
- THE BLUE HEARTS 2002 TRIBUTE（2002年8月28日） - ユニバーサル ミュージック ジャパン
- THE BLUE HEARTS SUPER TRIBUTE（2003年4月2日）- 日本クラウン
- THE BLUE HEARTS TRIBUTE 2005 EDITION（2005年7月20日）- ユニバーサル ミュージック ジャパン
- THE BLUE HEARTS "25th Anniversary" TRIBUTE（2010年2月24日）
- VOCALOID tribute to THE BLUE HEARTS（2011年11月9日）
- 30th anniversary THE BLUE HEARTS re-mix「re-spect」（2016年1月27日）

### ビデオ

#### VHS
- THE BLUE HEARTS （1987年3月21日）- メルダック
- THE BLUE HEARTS LIVE! 〜1987.7.4日比谷野外音楽堂〜 （1987年9月1日） - メルダック
- TOUR'88 PRETTY PINEAPPLE SPECIAL 〜2月12日 日本武道館〜 （1988年6月21日） - メルダック
  - 別名『ブルーハーツ、武道館を見学。』
- ブルーハーツのビデオ VIDEO CLIP 1987-1989（1990年1月1日）- メルダック
- 全日本EAST WASTE TOUR '91（1991年9月10日）- イーストウエスト・ジャパン
  - 通称『茶の間でドーダ』
- ENDLESS DREAMS 〜THE BLUE HEARTS MEET THE MUTOID〜（1993年7月10日）- イーストウエスト・ジャパン
- ブルーハーツのビデオ2 VIDEO CLIP 1990-1993（1993年11月10日）- イーストウエスト・ジャパン
- ザ・ブルーハーツ凸凹珍道中（1995年7月10日）- イーストウエスト・ジャパン
- ブルーハーツが聴こえない〜HISTORY OF THE BLUE HEARTS（1996年2月7日）- メルダック

#### DVD
- 全日本EAST WASTE TOUR '91（2002年4月24日）- イーストウエスト・ジャパン
- ブルーハーツのビデオ2 VIDEO CLIP 1990-1993（2002年4月24日）- イーストウエスト・ジャパン
- ザ・ブルーハーツ凸凹珍道中（2002年4月24日）- イーストウエスト・ジャパン
- ブルーハーツのビデオ+幻のビデオ復刻版（2004年5月26日）- メルダック
  - VHS版『THE BLUE HEARTS』と『ブルーハーツのビデオ VIDEO CLIP 1987-1989』収録
- THE BLUE HEARTS LIVE!（2004年5月26日）- メルダック
  - VHS版の『THE BLUE HEARTS LIVE!』と『TOUR'88 PRETTY PINEAPPLE SPECIAL』を収録
- ブルーハーツが聴こえない HISTORY OF THE BLUE HEARTS（2004年5月26日）- メルダック
  - VHS版と内容が若干違う
- THE BLUE HEARTS on TV DVD-BOX（2010年6月9日）- オフィスM4／ハピネット
- THE BLUE HEARTS on TV（2010年6月9日）- オフィスM4／ハピネット

#### カセットテープ
- 1st - 3rdアルバム（正規品）- メルダック
- 4th - 8thアルバム（8thは非売品）- イーストウエスト・ジャパン
- 1st - 6th?シングル - メルダック・イーストウエスト・ジャパン
- THE BLUE HEARTSオリジナルカラオケI - IV - メルダック
- 1stアルバムのプロモーションテープ（非売品）
- BLAST OFF!とTHE BLUE HEARTS
  - USAツアー時に販売したテープ
- ブルーハーツのしおり
  - 書籍「ブルーハーツのしおり」を買い、応募券を送ると先着10,000名に贈られた。
- その他、インディーズ時代にライブ後に自主製作で売っていたものなど。

## タイアップ一覧
| 使用年 | 曲名                     | タイアップ                                                                                                  |
| ------ | ------------------------ | --- |
| 1987年 | キスしてほしい           | フジテレビ系『桃色学園都市宣言!!』1987年11月度エンディングテーマ                                            |
| 1988年 | 人にやさしく             | レナウン「I.N.EXPRESS」CMソング                                                                             |
| 1988年 | 人にやさしく             | 映画『童貞物語2 チェリーボーイズ』主題歌                                                                    |
| 1988年 | キスしてほしい           | レナウン「I.N.EXPRESS」CMソング                                                                             |
| 1988年 | リンダリンダ             | レナウン「I.N.EXPRESS」CMソング                                                                             |
| 1989年 | TRAIN-TRAIN              | TBS系ドラマ『はいすくーる落書』主題歌                                                                       |
| 1989年 | 星をください             | TBS系ドラマ『はいすくーる落書』第4話 挿入歌                                                                 |
| 1989年 | キスしてほしい           | TBS系ドラマ『はいすくーる落書』第8話 挿入歌                                                                 |
| 1989年 | リンダリンダ             | TBS系ドラマ『はいすくーる落書』第11話 挿入歌                                                                |
| 1989年 | 人にやさしく             | 映画『ジュリエット・ゲーム』挿入歌                                                                          |
| 1990年 | 情熱の薔薇               | TBS系ドラマ『はいすくーる落書2』主題歌                                                                      |
| 1991年 | シンデレラ（灰の中から） | 映画『本気!』主題歌                                                                                         |
| 1992年 | 夢                       | サントリービール「ライツ」CMソング                                                                          |
| 1993年 | 旅人                     | フジサンケイグループ主催イベント「LIVE UFO」CMソング                                                        |
| 1993年 | 台風                     | ホンダ「Dio」CMソング                                                                                       |
| 1995年 | 青空                     | 映画『WINDS OF GOD』挿入歌                                                                                  |
| 1995年 | バイ バイ Baby           | NHK-FM『ミュージック・スクエア』1995年7月度エンディングテーマ                                               |
| 2000年 | 星をください             | 映画『不貞の季節』主題歌                                                                                    |
| 2002年 | 夢                       | フジテレビ系月9ドラマ『人にやさしく』主題歌                                                                 |
| 2002年 | 人にやさしく             | フジテレビ系月9ドラマ『人にやさしく』挿入歌                                                                 |
| 2002年 | 終わらない歌             | フジテレビ系月9ドラマ『人にやさしく』最終回 挿入歌                                                          |
| 2002年 | 情熱の薔薇               | 中外製薬「グロンサン強力内服液」TV-CMソング                                                                 |
| 2003年 | TRAIN-TRAIN              | TBS系ドラマ『ひと夏のパパへ』第6話・第7話 挿入歌                                                            |
| 2004年 | キスしてほしい           | ソニー・コンピュータエンタテインメント「PlayStation 2」CMソング                                             |
| 2004年 | 僕の右手                 | 日本テレビ系スペシャルドラマ『丹下左膳』主題歌                                                              |
| 2004年 | リンダリンダ             | TBS系金曜ドラマ『世界の中心で、愛をさけぶ』第4話 挿入歌                                                     |
| 2004年 | ラブレター               | KDDI「つたえたい気持ち」篇 企業CMソング                                                                     |
| 2005年 | 終わらない歌             | BS-iドラマ『恋する日曜日（セカンドシリーズ）』第1・2回「終わらない歌」主題歌                                |
| 2005年 | 終わらない歌             | 映画『リンダ リンダ リンダ』主題歌                                                                          |
| 2005年 | リンダリンダ             | 映画『リンダ リンダ リンダ』挿入歌                                                                          |
| 2005年 | 僕の右手                 | 映画『リンダ リンダ リンダ』挿入歌                                                                          |
| 2005年 | 人にやさしく             | アメリカ映画『キル・ミー・ブロンド』挿入歌                                                                  |
| 2006年 | 1001のバイオリン         | アサヒ飲料「ワンダ 100年ブラック」CMソング                                                                  |
| 2006年 | 君のため                 | TBS系スペシャルドラマ『僕たちの戦争』エンディングテーマ                                                     |
| 2006年 | リンダリンダ             | オリンパス「μ750」CMソング                                                                                  |
| 2006年 | ラブレター               | 映画『ラブレター 蒼恋歌』挿入歌                                                                             |
| 2007年 | 終わらない歌             | 日本テレビ系ドラマ『おじいさん先生 熱闘篇』挿入歌                                                           |
| 2007年 | 情熱の薔薇               | オリンパス「μ830」CMソング                                                                                  |
| 2009年 | キスしてほしい           | 花王「アタックNEO」CMソング                                                                                 |
| 2010年 | リンダリンダ             | テレビ東京系ドラマ24『モテキ』第5話 モテ曲                                                                  |
| 2011年 | 未来は僕等の手の中       | 日本テレビ系ドラマ『ろくでなしBLUES』挿入歌                                                                 |
| 2011年 | ロクデナシ               | 日本テレビ系ドラマ『ろくでなしBLUES』挿入歌                                                                 |
| 2011年 | 青空                     | 日本テレビ系ドラマ『ろくでなしBLUES』挿入歌                                                                 |
| 2011年 | 人にやさしく             | 日本テレビ系ドラマ『ろくでなしBLUES』挿入歌                                                                 |
| 2011年 | リンダリンダ             | 日本テレビ系ドラマ『ろくでなしBLUES』挿入歌                                                                 |
| 2011年 | 終わらない歌             | 日本テレビ系ドラマ『ろくでなしBLUES』挿入歌                                                                 |
| 2013年 | リンダリンダ             | BS朝日ドラマ『アウトドア・ロックンロール〜サラリーマン転覆隊が行く〜』オープニングテーマ（2013年 - 2014年） |
| 2015年 | 終わらない歌             | 映画『陽光桜 YOKO THE CHERRY BLOSSOM』主題歌                                                                |
| 2016年 | ナビゲーター             | NHK BSプレミアム プレミアムよるドラマ『ママゴト』主題歌                                                     |
| 2017年 | 夢                       | ガリバーインターナショナル CMソング                                                                         |
| 2018年 | 人にやさしく             | TBS系金曜ドラマ『チア☆ダン』第4話 劇中歌                                                                    |
| 2019年 | TRAIN-TRAIN              | MBS・TBSほかアニメ『荒ぶる季節の乙女どもよ。』第1話 挿入歌                                                  |
| 2019年 | チェインギャング         | MBS・TBSほかアニメ『荒ぶる季節の乙女どもよ。』第10話 挿入歌                                                 |
| 2020年 | TRAIN-TRAIN              | BS日本『友近・礼二の妄想トレイン』番組テーマ曲（2020年 - ）                                                 |
| 2020年 | スクラップ               | NHK総合NHKスペシャル枠ドラマ『こもりびと』挿入歌                                                            |
| 2020年 | TOO MUCH PAIN            | NHK総合NHKスペシャル枠ドラマ『こもりびと』挿入歌                                                            |
| 2020年 | チェインギャング         | NHK総合NHKスペシャル枠ドラマ『こもりびと』挿入歌                                                            |
| 2021年 | リンダリンダ             | Netflixオリジナルアメリカ映画『ミックステープ: 伝えられずにいたこと』挿入歌                                 |
| 2021年 | 情熱の薔薇               | サントリー「人生には、飲食店がいる。『不思議な場所』篇」TV-CMソング                                         |
| 2022年 | 夢                       | 映画『夢みる小学校』エンディングテーマ                                                                      |
| 2024年 | リンダリンダ             | Airbnb CMソング                                                                                             |

## 関連商品

### 書籍
- ドブネズミの詩 （1988年12月、角川書店）ISBN 978-4-04-883230-4
  - 歌詞やインタビュー、ライブでのMCの語録など。
- ブルーハーツのしおり （1990年3月、角川書店）ISBN 978-4-04-883255-7
  - メンバーが出演していたNACK5の同名ラジオ番組を本に起こしたもの。
- ブルーハーツのしおり/ひと夏の経験編 （1990年9月、角川書店）ISBN 978-4-04-883262-5
  - 上記の第二集。
- ザ・ブルーハーツ写真集 （1991年12月、ジャグラー）
- 日曜日よりの使者の詩（2007年2月、G.B.）ISBN 978-4-901841-54-2
  - ヒロト作詞の曲の歌詞を載せたもの。未発表曲を除く139曲が載っている。

### 関連書籍
- ザ・ブルーハーツ 1000の証拠 （1988年12月 JICC出版局）
- 僕の話を聞いてくれ 吉本ばなな著 （1989年9月 リトルモア）
- ハイロウズの掟-青年のかたち-　諸井克英著 (2005年10月 晃洋書房)
- 音楽誌が書かないJポップ批評41-ブルーハーツ／ハイロウズ ヒロトとマーシーの20年- (別冊宝島1265号 2006年3月)

### パチスロ
- パチスロTHE BLUE HEARTS（2008年8月 銀座）
  - ブルーハーツをモチーフとするタイアップ機として発売された。販売台数は2009年3月末時点で約1万1千台[34]。

### パチンコ
- CR THE BLUE HEARTS（2009年9月 奥村遊機）
  - ブルーハーツをモチーフとするタイアップ機として発売された。

## ライブ・イベント
| 年     | ツアー・イベント名                                   | 日時・会場                                                                                           | 備考 | 新曲（初演奏）                                                                                               | 音声○か映像◎が存在 |
| ------ | ---------------------------------------------------- | --- | --- | --- | ------------------ |
| 1985年 |                                                      | 4/3 新宿ロフト                                                                                       | 初ライブ | ブルーハーツのテーマ ハンマー 少年の詩（コーツ時代の曲） NONONO（コーツ時代の曲） 1985 リンダリンダ 君のため |                    |
| 1985年 |                                                      | 5/7 渋谷屋根裏                                                                                       | この頃ベースの望月が脱退した。 | TOO MUCH PAIN ロマンチック（コーツ時代の曲） 僕はここに立っているよ レストラン                               |                    |
| 1985年 | HELLO MY FRIEND                                      | 6/7 新宿ロフト                                                                                       | この頃ベースの望月が脱退した。 | TOO MUCH PAIN ロマンチック（コーツ時代の曲） 僕はここに立っているよ レストラン                               | ◎                  |
| 1985年 | アトミック・カフェ・フェスティバル                   | 6/8 原宿クロコダイル                                                                                 | この頃ベースの望月が脱退した。 | TOO MUCH PAIN ロマンチック（コーツ時代の曲） 僕はここに立っているよ レストラン                               |                    |
| 1985年 | 6/17 江東区文化センター                              | | | TOO MUCH PAIN ロマンチック（コーツ時代の曲） 僕はここに立っているよ レストラン                               |                    |
| 1985年 | 6/24 渋谷屋根裏                                      | | | TOO MUCH PAIN ロマンチック（コーツ時代の曲） 僕はここに立っているよ レストラン                               |                    |
| 1985年 | JUST A BEAT SHOW                                     | 7/7 渋谷屋根裏                                                                                       | | TOO MUCH PAIN ロマンチック（コーツ時代の曲） 僕はここに立っているよ レストラン                               |                    |
| 1985年 | 7/19 新宿ジャム                                      | | | TOO MUCH PAIN ロマンチック（コーツ時代の曲） 僕はここに立っているよ レストラン                               |                    |
| 1985年 | 7/25 新宿ロフト                                      | 「レストラン」の間奏時にメンバー紹介をしようとするも、8小節しかなかったので失敗した。                | | ○ |                    |
| 1985年 | 7/28 日比谷野外音楽堂小ホール                        | | 終わらない歌 パンクロック スクラップ 人にやさしく（コーツ時代の曲） ダンスナンバー 僕はどこへいった | |                    |
| 1985年 | 8/10 新宿ジャム                                      | 河口、初ライブ                                                                                       | 終わらない歌 パンクロック スクラップ 人にやさしく（コーツ時代の曲） ダンスナンバー 僕はどこへいった | ○ |                    |
| 1985年 | 8/17 渋谷屋根裏                                      | | 終わらない歌 パンクロック スクラップ 人にやさしく（コーツ時代の曲） ダンスナンバー 僕はどこへいった | |                    |
| 1985年 | 9/6 渋谷屋根裏                                       | | 終わらない歌 パンクロック スクラップ 人にやさしく（コーツ時代の曲） ダンスナンバー 僕はどこへいった | |                    |
| 1985年 | JUST A BEAT SHOW SPECIAL                             | 9/29 新宿ロフト                                                                                      | 終わらない歌 パンクロック スクラップ 人にやさしく（コーツ時代の曲） ダンスナンバー 僕はどこへいった | |                    |
| 1985年 | 10/17 新宿ロフト                                     | | 終わらない歌 パンクロック スクラップ 人にやさしく（コーツ時代の曲） ダンスナンバー 僕はどこへいった | |                    |
| 1985年 | 10/26 渋谷屋根裏                                     | GAS、アールチューカーと対バン                                                                        | 終わらない歌 パンクロック スクラップ 人にやさしく（コーツ時代の曲） ダンスナンバー 僕はどこへいった | |                    |
| 1985年 | JUST A BEAT SHOW                                     | 11/3 早稲田大学                                                                                      | 終わらない歌 パンクロック スクラップ 人にやさしく（コーツ時代の曲） ダンスナンバー 僕はどこへいった | |                    |
| 1985年 |                                                      | 11/24 和光大学                                                                                       | 終わらない歌 パンクロック スクラップ 人にやさしく（コーツ時代の曲） ダンスナンバー 僕はどこへいった | TRASHと対バン                                                                                                |                    |
| 1985年 | 11/30 渋谷屋根裏                                     | | 街（曲名が決まったのは12/24） | ○ |                    |
| 1985年 | JUST A BEAT SHOW                                     | 12/7 渋谷屋根裏                                                                                      | | |                    |
| 1985年 | 12/10 法政大学                                       | | | |                    |
| 1985年 | 世界一のクリスマス1985                               | 12/24 都立家政スーパーロフトKINDO                                                                    | ブルーハーツ初のワンマンライブ。256人動員。 幻のソノシート、「1985」を配布。 「1985」はこの日が最後の演奏となった。 これまで無題だった「街」に曲名がついた。 ブルーハーツとしては最初で最後のカバー曲を演奏した。 | 未来は僕等の手の中 ブルーハーツより愛をこめて White Xmas                                                     | ◎                  |
| 1985年 | ヤネウラ10周年記念JUST A BEAT SHOW                   | 12/31 渋谷屋根裏                                                                                     | オールナイト | チェインギャング ほんの少しだけ 窓をあけよう 爆弾が落っこちるとき                                            |                    |
| 1985年 |                                                      | 不明 結婚式場                                                                                        | 真島の知りあいの結婚式に参加。 「君のため」と「ロマンチック」を演奏した。 | チェインギャング ほんの少しだけ 窓をあけよう 爆弾が落っこちるとき                                            |                    |
| 1986年 | アトミック・カフェ・フェスティバル                   | 1/11 新宿ロフト                                                                                      | | チェインギャング ほんの少しだけ 窓をあけよう 爆弾が落っこちるとき                                            |                    |
| 1986年 | 1/16 渋谷屋根裏                                      | | | チェインギャング ほんの少しだけ 窓をあけよう 爆弾が落っこちるとき                                            |                    |
| 1986年 | 2/7 新宿ロフト                                       | ブルーズ、SHUFFLEと対バン。                                                                          | ○ | チェインギャング ほんの少しだけ 窓をあけよう 爆弾が落っこちるとき                                            |                    |
| 1986年 | 2/16 都立家政スーパーロフトKINDO                     | ドラムの英が脱退。かわりに佐藤シンイチロウが加入。 GASTUNKと対バン                                   | ○ | チェインギャング ほんの少しだけ 窓をあけよう 爆弾が落っこちるとき                                            |                    |
| 1986年 | JUST A BEAT SHOW                                     | 3/8 渋谷屋根裏                                                                                       | ライブアルバム、JUST A BEAT SHOW の収録があった。 | チェインギャング ほんの少しだけ 窓をあけよう 爆弾が落っこちるとき                                            | ○                  |
| 1986年 | アトミック・カフェ・フェスティバル                   | 3/20 渋谷東映                                                                                        | オールナイト。唯一のアマチュアバンド出演だった。 | チェインギャング ほんの少しだけ 窓をあけよう 爆弾が落っこちるとき                                            | ○                  |
| 1986年 | BLIGHT LIGHTS BEAT CITY                              | 3/21 目黒鹿鳴館                                                                                      | | チェインギャング ほんの少しだけ 窓をあけよう 爆弾が落っこちるとき                                            |                    |
| 1986年 | 4/2 渋谷屋根裏                                       | | | チェインギャング ほんの少しだけ 窓をあけよう 爆弾が落っこちるとき                                            |                    |
| 1986年 | ULTRA MUSIC SHOW                                     | 4/9 法政大学                                                                                         | | チェインギャング ほんの少しだけ 窓をあけよう 爆弾が落っこちるとき                                            |                    |
| 1986年 |                                                      | 4/19 都立家政スーパーロフトKINDO                                                                     | 梶原、初ライブ。 テレビ東京の『SUPER MAGAZINE すばらしき人生』の取材がある。 | チェインギャング ほんの少しだけ 窓をあけよう 爆弾が落っこちるとき                                            | ◎                  |
| 1986年 | 4/28 新宿ロフト                                      | THE LOODS、UNIONとの対バン                                                                           | | チェインギャング ほんの少しだけ 窓をあけよう 爆弾が落っこちるとき                                            |                    |
| 1986年 | GANG STAGE                                           | 5/8 新宿ツバキハウス                                                                                 | ゲスト出演 | チェインギャング ほんの少しだけ 窓をあけよう 爆弾が落っこちるとき                                            |                    |
| 1986年 | 人にやさしく                                         | 6/9 目黒鹿鳴館                                                                                       | ワンマンライブ。489人動員。 特製のブルーハーツバッジがプレゼントされる。 「僕はどこへいった」、「幸せのブルース」は、この日が最後の演奏となった。 | 幸せのブルース                                                                                               | ○                  |
| 1986年 | BIG BANG CELEBRATION                                 | 6/22 日比谷野外音楽堂                                                                                | マル秘ゲストとして喜納昌吉、じゃがたらが出演。 | 裸の王様 |                    |
| 1986年 | 韋駄天ロックツアー                                   | 6/24 名古屋バックフィン                                                                              | THE LONDON TIMES、TRASHとの3バンドで各地を回った。 | 裸の王様 |                    |
| 1986年 | 韋駄天ロックツアー                                   | 6/25 京都磔々                                                                                        | THE LONDON TIMES、TRASHとの3バンドで各地を回った。 | 裸の王様 |                    |
| 1986年 | 韋駄天ロックツアー                                   | 6/26 大阪エッグプラント                                                                              | THE LONDON TIMES、TRASHとの3バンドで各地を回った。 | 裸の王様 | ○                  |
| 1986年 | 韋駄天ロックツアー                                   | 6/27 浜松ホットレッグス                                                                              | THE LONDON TIMES、TRASHとの3バンドで各地を回った。 | 裸の王様 |                    |
| 1986年 | 韋駄天ロックツアー                                   | 7/1 代々木LAZY-WAYS                                                                                  | THE LONDON TIMES、TRASHとの3バンドで各地を回った。 | 裸の王様 |                    |
| 1986年 | 7/6 渋谷LIVE INN                                     | | | 裸の王様 |                    |
| 1986年 | 7/12 ツクバ29Bar                                     | KENZI、ルーズとの対バン                                                                              | | 裸の王様 |                    |
| 1986年 | 7/13 新宿ロフト                                      | THE LONDON TIMESとの対バン                                                                           | ○ | 裸の王様 |                    |
| 1986年 | KNOCK ON THE WAVE                                    | 7/23 新宿ツバキハウス                                                                                | プライベーツ、レピッシュらとの対バン | 裸の王様 |                    |
| 1986年 | JUST A BEAT SHOW                                     | 7/26 渋谷LIVE INN                                                                                    | 機材トラブルが相次いだが、ヒロトのMC(ドリフターズの生放送中停電の話)でフォローする場面があった。 | 裸の王様 | ○                  |
| 1986年 | アトミック・カフェ・フェスティバル                   | 7/27 原宿歩行者天国                                                                                  | 甲本と真島、ブルーハーツの元メンバーの山川のりを、コレクターズの加藤ひさしの4人で「ファミリーマーツ」というバンドで演奏した。 | 裸の王様 | ◎                  |
| 1986年 | 秋田ロックシティカーニバル                           | 8/1 秋田県立野球場                                                                                   | RED WARRIORS, BOØWY, 聖飢魔II、BARBEE BOYS, UP-BEAT, LAUGHIN' NOSE, ECHOES, THE STREET SLIDERSとの対バン | 裸の王様 |                    |
| 1986年 |                                                      | 8/20 近鉄劇場                                                                                        | レピッシュ、パパイヤパラノイアらとの対バン | 裸の王様 |                    |
| 1986年 | デュカス セレクション                                | 8/22 新宿ロフト                                                                                      | ミシン、人生、ペーターズ、ミッキーピクニック、UNIONとの対バン | 裸の王様 |                    |
| 1986年 |                                                      | 8/24 渋谷屋根裏                                                                                      | 8月31日の渋谷屋根裏の閉店のためのライブ。 「終わらない歌」の歌詞の一部を「終わらない歌を歌おう 屋根裏のために」と変えて歌った。 | 裸の王様 | ○                  |
| 1986年 | 9/17 新宿ロフト                                      | | ○ | 裸の王様 |                    |
| 1986年 | 9/29 ツクバ29Bar                                     | ○ | | 裸の王様 |                    |
| 1986年 | ワン･ツー･パンチ！！                                 | 10/1 渋谷LIVE INN                                                                                    | ワンマンライブ。711人動員。 | 陽のあたる場所 おやすみなさい                                                                                | ○                  |
| 1986年 | 10/14 宮城県民会館                                   | | | |                    |
| 1986年 | 10/17 渋谷ラ･ママ                                    | この日の4曲目の「裸の王様」は、冒頭部分の演奏がなかった。                                            | ○ | |                    |
| 1986年 | 10/18 横浜市教育会館                                 | | | |                    |
| 1986年 | 東北ツアー （ロックシティスペシャル'86）             | 10/20 山形県民会館                                                                                   | THE STREET SLIDERS, UP-BEAT, ECHOES, LAUGHIN' NOSEらとの対バン。 | |                    |
| 1986年 | 東北ツアー （ロックシティスペシャル'86）             | 10/21 秋田県民会館                                                                                   | THE STREET SLIDERS, UP-BEAT, ECHOES, LAUGHIN' NOSEらとの対バン。 | |                    |
| 1986年 | 東北ツアー （ロックシティスペシャル'86）             | 10/22 郡山市民センター                                                                               | THE STREET SLIDERS, UP-BEAT, ECHOES, LAUGHIN' NOSEらとの対バン。 | |                    |
| 1986年 |                                                      | 10/25 栃木会館                                                                                       | THE STREET SLIDERS, ECHOES, SHAKES, 湯江健幸との対バン | |                    |
| 1986年 | むつめ祭                                             | 11/1 埼玉大学                                                                                        | | |                    |
| 1986年 | WORST CHOICE／ROCK OUT FES                           | 11/2 駒澤大学/明治大学                                                                               | | |                    |
| 1986年 | 勇気ある子供たちのクーデター宣言 ／ぶっとばせ豆電球  | 11/3 早稲田大学                                                                                      | 当時の写真などによると、イベント名は「○○のない子供達のクーデター宣言！」となっている（○○は、読み取り不可）。 | |                    |
| 1986年 |                                                      | 11/8 横浜国立大学                                                                                    | | ◎ |                    |
| 1986年 | ULTRA MUSIC SHOW                                     | 11/9 法政大学                                                                                        | ○ | |                    |
| 1986年 | ワン･ツー･パンチ！！第二弾                           | 11/27 豊島公会堂                                                                                     | ワンマンライブ。979人動員。 オープニングは365歩のマーチ。 | ◎ |                    |
| 1986年 |                                                      | 12/1 横浜セブンスアベニュー                                                                          | | ○ |                    |
| 1986年 | 12/23 大宮フリークス                                 | ◎ | | |                    |
| 1986年 | アトミック・カフェ・フェスティバル ･ファイナル'86    | 12/28 新宿ロフト                                                                                     | 「1985」がオープニングで流される。 | ロクデナシ 世界のまん中                                                                                      | ○                  |
| 1986年 | 12/30 豊橋かごやホール                               | | | |                    |
| 1986年 | 12/31 名古屋ハートホール                             | | | |                    |
| 1987年 | ハンマーツアー'87                                    | 1/6 横浜セブンスアベニュー                                                                           | ○ | |                    |
| 1987年 | ハンマーツアー'87                                    | 1/30 大宮フリークス                                                                                  | ○ | |                    |
| 1987年 | ハンマーツアー'87                                    | 2/1 水戸サントピア                                                                                   | ○ | |                    |
| 1987年 | ハンマーツアー'87                                    | 2/2 前橋ラタン                                                                                       | | |                    |
| 1987年 | ハンマーツアー'87                                    | 2/4 筑波29BAR                                                                                        | ○ | |                    |
| 1987年 | ハンマーツアー'87                                    | 2/7 千葉ダンシングマザー                                                                             | ○ | |                    |
| 1987年 | ハンマーツアー'87                                    | 2/11 横浜市教育会館                                                                                  | 「街」を演奏中にギターアンプが外れるというトラブルがあり、一時ギター抜きでの演奏となった。 | ○ |                    |
| 1987年 | ハンマーツアー'87                                    | 2/13 豊川かごやハウス                                                                                | | チューイングガムをかみながら                                                                                 |                    |
| 1987年 | ハンマーツアー'87                                    | 2/15 静岡モッキンバード                                                                              | | チューイングガムをかみながら                                                                                 |                    |
| 1987年 | ハンマーツアー'87                                    | 2/16 名古屋ハートランド                                                                              | | チューイングガムをかみながら                                                                                 |                    |
| 1987年 | ハンマーツアー'87                                    | 2/17 大阪バーボンハウス                                                                              | | チューイングガムをかみながら                                                                                 |                    |
| 1987年 | ハンマーツアー'87                                    | 2/18 京都ビッグバン                                                                                  | | チューイングガムをかみながら                                                                                 |                    |
| 1987年 | ハンマーツアー'87                                    | 2/20 博多ビブレホール                                                                                | | チューイングガムをかみながら                                                                                 |                    |
| 1987年 | ハンマーツアー'87                                    | 2/21 広島WOODY STREET                                                                                | ○ | チューイングガムをかみながら                                                                                 |                    |
| 1987年 | ハンマーツアー'87                                    | 2/22 岡山ロフト                                                                                      | | チューイングガムをかみながら                                                                                 |                    |
| 1987年 | ハンマーツアー'87                                    | 2/25 山形昭和ホール                                                                                  | | チューイングガムをかみながら                                                                                 |                    |
| 1987年 | ハンマーツアー'87                                    | 2/26 仙台ダックシティ                                                                                | ○ | チューイングガムをかみながら                                                                                 |                    |
| 1987年 | ハンマーツアー'87                                    | 2/27 福島県文化センター                                                                              | | チューイングガムをかみながら                                                                                 |                    |
| 1987年 | ハンマーツアー'87                                    | 2/28 秋田文化会館                                                                                    | ○ | チューイングガムをかみながら                                                                                 |                    |
| 1987年 | ハンマーツアー'87                                    | 3/1 青森1/3                                                                                          | | チューイングガムをかみながら                                                                                 |                    |
| 1987年 | ハンマーツアー'87                                    | 3/3 札幌ペニーレイン                                                                                 | ○ | チューイングガムをかみながら                                                                                 |                    |
| 1987年 | ハンマーツアー'87                                    | 3/14 藤沢ボウ                                                                                        | ○ | チューイングガムをかみながら                                                                                 |                    |
| 1987年 | ハンマーツアー'87                                    | 3/17 豊橋かごやホール                                                                                | | チューイングガムをかみながら                                                                                 |                    |
| 1987年 | ハンマーツアー'87                                    | 3/18 梅田バナナホール                                                                                | ○ | チューイングガムをかみながら                                                                                 |                    |
| 1987年 | ハンマーツアー'87                                    | 3/19 名古屋雲竜ホール                                                                                | | チューイングガムをかみながら                                                                                 |                    |
| 1987年 | ハンマーツアー'87                                    | 3/20 浦和市民会館                                                                                    | | チューイングガムをかみながら                                                                                 |                    |
| 1987年 | ハンマーツアー'87                                    | 3/22 福岡市民会館                                                                                    | | チューイングガムをかみながら                                                                                 |                    |
| 1987年 | ハンマーツアー'87                                    | 3/23 熊本マツモトレコードホール                                                                      | | チューイングガムをかみながら                                                                                 |                    |
| 1987年 | ハンマーツアー'87                                    | 4/6 横浜市教育会館                                                                                   | | チューイングガムをかみながら                                                                                 |                    |
| 1987年 | ハンマーツアー'87                                    | 4/13 札幌道新ホール                                                                                  | | チューイングガムをかみながら                                                                                 |                    |
| 1987年 | ハンマーツアー'87                                    | 4/21 豊島公会堂                                                                                      | イベント名は「花祭」。 この2daysライブの初日は885人、2日目は1,014人動員。 初日はThe 5.6.7.8's、元気バカ組、2日目はニューロティカとUNIONがゲストに呼ばれた。 豊島公会堂では9時までしか演奏できないのだが、セットリストを変更し、アンコールを5曲歌った。 ブルーハーツのファンクラブの会報第1号のトップには、このライブのフォトレポートが掲載された。                                                                                       | | ○                  |
| 1987年 | ハンマーツアー'87                                    | 4/22 豊島公会堂                                                                                      | イベント名は「花祭」。 この2daysライブの初日は885人、2日目は1,014人動員。 初日はThe 5.6.7.8's、元気バカ組、2日目はニューロティカとUNIONがゲストに呼ばれた。 豊島公会堂では9時までしか演奏できないのだが、セットリストを変更し、アンコールを5曲歌った。 ブルーハーツのファンクラブの会報第1号のトップには、このライブのフォトレポートが掲載された。                                                                                       | ラインを越えて キスしてほしい                                                                                | ○                  |
| 1987年 |                                                      | 4/24 神戸チキンジョージ                                                                              | | | ○                  |
| 1987年 | 5/1 大阪バーボンハウス                               | シングル「リンダリンダ」発売日                                                                       | ○ | |                    |
| 1987年 | BEAT UP THIS AGE                                     | 5/17 千葉市文化会館                                                                                  | ARBなどが出演 | ◎ |                    |
| 1987年 | 6/4 横浜市西公会堂                                   | | | |                    |
| 1987年 | ドブネズミツアー                                     | 6/7 郡山やまのいカルチャーセンター                                                                   | | |                    |
| 1987年 | ドブネズミツアー                                     | 6/8 いわき市文化センター                                                                             | | |                    |
| 1987年 | ドブネズミツアー                                     | 6/10 秋田産業会館                                                                                    | | ◎ |                    |
| 1987年 | ドブネズミツアー                                     | 6/12 新庄市民文化会館小ホール                                                                        | | |                    |
| 1987年 | ドブネズミツアー                                     | 6/13 弘前・スペースデネガ                                                                            | | |                    |
| 1987年 | ドブネズミツアー                                     | 6/14 青森・3分の1                                                                                    | | |                    |
| 1987年 | ドブネズミツアー                                     | 6/16 八戸公会堂                                                                                      | | |                    |
| 1987年 | ドブネズミツアー                                     | 6/17 盛岡C&Aスタジオ                                                                                 | | |                    |
| 1987年 | ドブネズミツアー                                     | 6/18 エル・パーク仙台スタジオホール                                                                  | | |                    |
| 1987年 |                                                      | 6/22 大阪御堂会館                                                                                    | | ○ |                    |
| 1987年 |                                                      | 6/23 京都会館                                                                                        | ○ | |                    |
| 1987年 |                                                      | 7/4 日比谷野外音楽堂                                                                                 | ブルーハーツ、初めての野音でのワンマンライブ。 3,382人動員。 3ヶ月前に野音でおきたラフィンノーズのライブでの事故により、客の前におかれた柵や、 大量に配置された警備員について甲本が「動物園の柵」や「表には機動隊も待ってるから安心して騒げる」と批判し、 リンダリンダの演奏前には、「どうやらこの鉄の檻は人の心までも縛れんようじゃな！ ざまあみろ！」と言った。 この日が最初で最後の演奏となった涙の男は、この事故についての歌である。 | 涙の男 ロクデナシII                                                                                          | ○                  |
| 1987年 |                                                      | 7/10 名古屋芸術創造センター                                                                          | | 遠くまで 英雄にあこがれて                                                                                    |                    |
| 1987年 | 7/12 大宮フリークス                                  | | | 遠くまで 英雄にあこがれて                                                                                    |                    |
| 1987年 | 7/14 岡山ロフト                                      | | | 遠くまで 英雄にあこがれて                                                                                    |                    |
| 1987年 | 7/15 岡山ロフト                                      | | | 遠くまで 英雄にあこがれて                                                                                    |                    |
| 1987年 | 7/17 高知チャオホール                                | | | 遠くまで 英雄にあこがれて                                                                                    |                    |
| 1987年 | 7/18 松山ニューグランドビル                          | | | 遠くまで 英雄にあこがれて                                                                                    |                    |
| 1987年 |                                                      | 7/19 広島WOODY STREET                                                                                | ○ | 遠くまで 英雄にあこがれて                                                                                    |                    |
| 1987年 | 新潟NTTライブスペシャル VILING ROCK                  | 7/21 新潟                                                                                            | | 遠くまで 英雄にあこがれて                                                                                    |                    |
| 1987年 | 7/25 札幌                                            | | | 遠くまで 英雄にあこがれて                                                                                    |                    |
| 1987年 | 7/26 京都                                            | | | 遠くまで 英雄にあこがれて                                                                                    |                    |
| 1987年 | Beat Brast '87                                       | 8/1 大阪城公園運動場                                                                                 | ○ | 遠くまで 英雄にあこがれて                                                                                    |                    |
| 1987年 | New Kids on the Rocks                                | 8/2 名古屋城深井丸                                                                                   | ○ | 遠くまで 英雄にあこがれて                                                                                    |                    |
| 1987年 | 広島ピースコンサート (HIROSHIMA 87－97)              | 8/5 広島サンプラザ                                                                                   | ○ | 遠くまで 英雄にあこがれて                                                                                    |                    |
| 1987年 | 広島ピースコンサート (HIROSHIMA 87－97)              | 8/6 広島サンプラザ                                                                                   | | 遠くまで 英雄にあこがれて                                                                                    |                    |
| 1987年 | Rock'n Roll Olympic 1987                             | 8/9 スポーツランド菅生                                                                               | ◎ | 遠くまで 英雄にあこがれて                                                                                    |                    |
| 1987年 | 盛岡ロックシティカーニバル                           | 8/15 岩手産業文化センター                                                                            | | 遠くまで 英雄にあこがれて                                                                                    |                    |
| 1987年 | 秋田ロックシティカーニバル                           | 8/16 秋田向浜県営サッカー・ラグビー場                                                                | | 遠くまで 英雄にあこがれて                                                                                    |                    |
| 1987年 | 青森ロックシティカーニバル                           | 8/18 青森浅虫海岸ヨットハーバー                                                                      | | 遠くまで 英雄にあこがれて                                                                                    |                    |
| 1987年 | 仙台ロックシティカーニバル                           | 8/20 仙台・泉パークタウンスポーツガーデン                                                            | | 遠くまで 英雄にあこがれて                                                                                    |                    |
| 1987年 | BEATCHILD1987                                        | 8/22 熊本野外劇場アスペクタ                                                                          | ○ | 遠くまで 英雄にあこがれて                                                                                    |                    |
| 1987年 | 9/18 浦和市民会館                                    | | | 遠くまで 英雄にあこがれて                                                                                    |                    |
| 1987年 | 9/22 沖縄スクランブル?                               | | | 遠くまで 英雄にあこがれて                                                                                    |                    |
| 1987年 | 沖縄うるま祭り                                       | 9/23 ?                                                                                               | | 遠くまで 英雄にあこがれて                                                                                    |                    |
| 1987年 | 9/26 日比谷野外音楽堂                                | | | 遠くまで 英雄にあこがれて                                                                                    |                    |
| 1987年 | 9/27 日比谷野外音楽堂                                | 「窓をあけよう」、「ほんの少しだけ」、「ブルーハーツより愛をこめて」は、この日の演奏が最後となった。 | 星をください | ○ |                    |
| 1987年 | 9/30 川崎産業会館                                    | | | |                    |
| 1987年 | ドブネズミツアー                                     | 10/1 前橋市民文化会館                                                                                | | |                    |
| 1987年 | ドブネズミツアー                                     | 10/2 平塚市民文化センター                                                                            | | |                    |
| 1987年 | ドブネズミツアー                                     | 10/10 大阪御堂会館                                                                                   | ○ | |                    |
| 1987年 | ドブネズミツアー                                     | 10/15 京都勤労会館                                                                                   | | |                    |
| 1987年 | ドブネズミツアー                                     | 10/16 浜松福祉文化会館                                                                               | | |                    |
| 1987年 | ドブネズミツアー                                     | 10/20 福岡都久志会館                                                                                 | | |                    |
| 1987年 | ドブネズミツアー                                     | 10/21 長崎平和会館                                                                                   | | |                    |
| 1987年 | ドブネズミツアー                                     | 10/23 鹿児島市民文化小ホール                                                                         | | |                    |
| 1987年 | ドブネズミツアー                                     | 10/24 大分農業会館                                                                                   | | |                    |
| 1987年 | ドブネズミツアー                                     | 10/26 熊本郵便貯金会館                                                                               | | |                    |
| 1987年 | ドブネズミツアー                                     | 11/1 早稲田大学                                                                                      | 学園祭 | ○ |                    |
| 1987年 | ドブネズミツアー                                     | 11/2 明治大学                                                                                        | 学園祭 | |                    |
| 1987年 | ドブネズミツアー                                     | 11/3 駒澤大学                                                                                        | 学園祭 | ○ |                    |
| 1987年 | ドブネズミツアー                                     | 11/5 宇都宮市文化会館                                                                                | | |                    |
| 1987年 | ドブネズミツアー                                     | 11/7 津田塾大学                                                                                      | | |                    |
| 1987年 | ドブネズミツアー                                     | 11/9 新潟県民会館小ホール                                                                            | | |                    |
| 1987年 | ドブネズミツアー                                     | 11/10 新潟県民会館小ホール                                                                           | | |                    |
| 1987年 | ドブネズミツアー                                     | 11/12 福井県民会館                                                                                   | | |                    |
| 1987年 | ドブネズミツアー                                     | 11/13 石川県教育会館                                                                                 | | |                    |
| 1987年 | ドブネズミツアー                                     | 11/18 藤沢市民会館                                                                                   | | |                    |
| 1987年 | ドブネズミツアー                                     | 11/19 愛知勤労会館                                                                                   | | |                    |
| 1987年 | ドブネズミツアー                                     | 11/20 広島見真講堂                                                                                   | | |                    |
| 1987年 | ドブネズミツアー                                     | 11/24 仙台電力ホール                                                                                 | | |                    |
| 1987年 | ドブネズミツアー                                     | 11/30 水戸市民会館                                                                                   | | |                    |
| 1987年 | ドブネズミツアー                                     | 12/1 八王子市民会館                                                                                  | | |                    |
| 1987年 | ドブネズミツアー                                     | 12/3 帯広市勤労者福祉センター                                                                        | | |                    |
| 1987年 | ドブネズミツアー                                     | 12/4 旭川市studio9                                                                                   | | |                    |
| 1987年 | ドブネズミツアー                                     | 12/5 北海道新ホール                                                                                  | | |                    |
| 1987年 | ドブネズミツアー                                     | 12/8 秋田産業会館                                                                                    | | |                    |
| 1987年 | ドブネズミツアー                                     | 12/9 青森市民ホール                                                                                  | | |                    |
| 1987年 | ドブネズミツアー                                     | 12/10 弘前市文化センター                                                                             | 「「ブルーハーツの友」スペシャル第二弾」によれば、この日「星空」という新曲が披露された。 | 青空 チェルノブイリ（1986年6月22日?）                                                                        |                    |
| 1987年 | ドブネズミツアー                                     | 12/12 新庄市民文化会館                                                                               | | |                    |
| 1987年 | ドブネズミツアー                                     | 12/14 岩手教育会館                                                                                   | | |                    |
| 1987年 | ドブネズミツアー                                     | 12/15 郡山市民文化センター                                                                           | | |                    |
| 1987年 | ドブネズミツアー                                     | 12/16 山形県民会館                                                                                   | | |                    |
| 1987年 | ドブネズミツアー                                     | 12/19 大宮市民会館                                                                                   | | |                    |
| 1987年 | ドブネズミツアー                                     | 12/22 横浜市西公会堂                                                                                 | | |                    |
| 1987年 | ドブネズミツアー                                     | 12/23 横浜市西公会堂                                                                                 | | |                    |
| 1987年 | ドブネズミツアー                                     | 12/24 横浜市西公会堂                                                                                 | | |                    |
| 1987年 | ドブネズミツアー                                     | 12/27 千葉県文化会館                                                                                 | | |                    |
| 1987年 | ロックンロールバンドスタンド                         | 12/31 福岡国際センター                                                                               | ◎ | |                    |
| 1988年 | TOUR'88 PRETTY PINEAPPLE                             | 2/8 岡山市立市民文化ホール                                                                           | 僕の右手 お前を離さない | ○ |                    |
| 1988年 | TOUR'88 PRETTY PINEAPPLE                             | 2/9 京都会館第一ホール                                                                               | | |                    |
| 1988年 | TOUR'88 PRETTY PINEAPPLE                             | 2/12 日本武道館                                                                                      | ブルーハーツ初の武道館 TOUR'88 PRETTY PINEAPPLE SPECIAL 〜2月12日 日本武道館〜 はこのライブの映像である。 この日、演奏した「青空」をその日のうちにラジオで劇作家の鴻上尚人が自分で録音したものを流していた。 この日の晩、甲本が弟の甲本雅裕と下北沢の銭湯に行くと、この日のライブに来ていた少年に出くわしたというエピソードがある。 | ○ |                    |
| 1988年 | TOUR'88 PRETTY PINEAPPLE                             | 2/16 山口教育会館                                                                                    | | |                    |
| 1988年 | TOUR'88 PRETTY PINEAPPLE                             | 2/18 島根県民会館 中ホール                                                                           | | |                    |
| 1988年 | TOUR'88 PRETTY PINEAPPLE                             | 2/19 鳥取市文化ホール                                                                                | | |                    |
| 1988年 | TOUR'88 PRETTY PINEAPPLE                             | 3/3 姫路市文化センター小ホール                                                                       | | |                    |
| 1988年 | TOUR'88 PRETTY PINEAPPLE                             | 3/4 和歌山市民会館小ホール                                                                           | | |                    |
| 1988年 | TOUR'88 PRETTY PINEAPPLE                             | 3/5 神戸国際会館                                                                                     | | |                    |
| 1988年 | TOUR'88 PRETTY PINEAPPLE                             | 3/9 福岡市民会館                                                                                     | ○ | |                    |
| 1988年 | TOUR'88 PRETTY PINEAPPLE                             | 3/10 熊本市民会館                                                                                    | | |                    |
| 1988年 | TOUR'88 PRETTY PINEAPPLE                             | 3/11 鹿児島県文化センター                                                                            | | |                    |
| 1988年 | TOUR'88 PRETTY PINEAPPLE                             | 3/13 大分文化会館                                                                                    | | |                    |
| 1988年 | TOUR'88 PRETTY PINEAPPLE                             | 3/14 岐阜市民会館                                                                                    | | |                    |
| 1988年 | TOUR'88 PRETTY PINEAPPLE                             | 3/15 桑名市民会館                                                                                    | | |                    |
| 1988年 | TOUR'88 PRETTY PINEAPPLE                             | 3/22 日清パワーステーション                                                                          | TOKYO FMによる公開録音が行われた。（4月3日放送） この日演奏された「ダンスナンバー」は甲本が二番と三番の歌詞を逆に歌ってしまい、「ダンスナンバー カップヌードル バージョン」と紹介した。 | ○ |                    |
| 1988年 | TOUR'88 PRETTY PINEAPPLE                             | 3/23 日清パワーステーション                                                                          | TOKYO FMによる公開録音が行われた。（4月3日放送） この日演奏された「ダンスナンバー」は甲本が二番と三番の歌詞を逆に歌ってしまい、「ダンスナンバー カップヌードル バージョン」と紹介した。 | ○ |                    |
| 1988年 | TOUR'88 PRETTY PINEAPPLE                             | 3/28 長崎市公会堂                                                                                    | | |                    |
| 1988年 | TOUR'88 PRETTY PINEAPPLE                             | 3/29 久留米市民会館                                                                                  | | |                    |
| 1988年 | TOUR'88 PRETTY PINEAPPLE                             | 3/30 小倉市民会館                                                                                    | | |                    |
| 1988年 | TOUR'88 PRETTY PINEAPPLE                             | 4/1 大牟田市文化会館                                                                                 | | |                    |
| 1988年 | TOUR'88 PRETTY PINEAPPLE                             | 4/20 静岡市民文化会館中ホール                                                                        | | |                    |
| 1988年 | TOUR'88 PRETTY PINEAPPLE                             | 4/21 浜松福祉会館                                                                                    | | |                    |
| 1988年 | TOUR'88 PRETTY PINEAPPLE                             | 4/24 大阪厚生年金会館                                                                                | | |                    |
| 1988年 | TOUR'88 PRETTY PINEAPPLE                             | 4/25 広島郵便貯金会館                                                                                | | |                    |
| 1988年 | TOUR'88 PRETTY PINEAPPLE                             | 4/27 丹後文化会館                                                                                    | | |                    |
| 1988年 | TOUR'88 PRETTY PINEAPPLE                             | 4/29 舞鶴市総合文化会館                                                                              | | |                    |
| 1988年 | TOUR'88 PRETTY PINEAPPLE                             | 4/30 名古屋市公会堂                                                                                  | | |                    |
| 1988年 | TOUR'88 PRETTY PINEAPPLE                             | 5/2 宮城県民会館                                                                                     | | |                    |
| 1988年 | TOUR'88 PRETTY PINEAPPLE                             | 5/3 石巻市民会館                                                                                     | | |                    |
| 1988年 | TOUR'88 PRETTY PINEAPPLE                             | 5/9 札幌市民会館                                                                                     | | |                    |
| 1988年 | TOUR'88 PRETTY PINEAPPLE                             | 5/11 山形市民会館                                                                                    | | |                    |
| 1988年 | TOUR'88 PRETTY PINEAPPLE                             | 5/12 新庄市文化会館                                                                                  | | |                    |
| 1988年 | TOUR'88 PRETTY PINEAPPLE                             | 5/13 酒田市民会館                                                                                    | | |                    |
| 1988年 | TOUR'88 PRETTY PINEAPPLE                             | 5/15 福島市公会堂                                                                                    | | |                    |
| 1988年 | TOUR'88 PRETTY PINEAPPLE                             | 5/17 岩手県民会館                                                                                    | | |                    |
| 1988年 | TOUR'88 PRETTY PINEAPPLE                             | 5/18 青森市文化会館                                                                                  | | |                    |
| 1988年 | TOUR'88 PRETTY PINEAPPLE                             | 5/19 秋田市文化会館                                                                                  | | |                    |
| 1988年 | TOUR'88 PRETTY PINEAPPLE                             | 5/23 栃木会館                                                                                        | | |                    |
| 1988年 | TOUR'88 PRETTY PINEAPPLE                             | 5/24 八王子市民会館                                                                                  | | |                    |
| 1988年 | TOUR'88 PRETTY PINEAPPLE                             | 5/25 神奈川県立青少年センター                                                                        | | |                    |
| 1988年 | TOUR'88 PRETTY PINEAPPLE                             | 5/27 埼玉会館大ホール                                                                                | | |                    |
| 1988年 | TOUR'88 PRETTY PINEAPPLE                             | 5/30 水戸市民会館                                                                                    | | |                    |
| 1988年 | TOUR'88 PRETTY PINEAPPLE                             | 5/31 小田原市民会館                                                                                  | | |                    |
| 1988年 | TOUR'88 PRETTY PINEAPPLE                             | 6/2 前橋市民文化会館                                                                                 | | |                    |
| 1988年 | TOUR'88 PRETTY PINEAPPLE                             | 6/3 千葉県文化会館                                                                                   | | |                    |
| 1988年 | TOUR'88 PRETTY PINEAPPLE                             | 6/7 会津若松市民会館                                                                                 | | |                    |
| 1988年 | TOUR'88 PRETTY PINEAPPLE                             | 6/8 郡山市民文化会館中ホール                                                                         | | |                    |
| 1988年 | TOUR'88 PRETTY PINEAPPLE                             | 6/10 平市民会館（アリオス）                                                                          | | |                    |
| 1988年 | TOUR'88 PRETTY PINEAPPLE                             | 6/11 相馬市民文化会館                                                                                | | |                    |
| 1988年 | TOUR'88 PRETTY PINEAPPLE                             | 6/13 大館市民文化会館                                                                                | | |                    |
| 1988年 | TOUR'88 PRETTY PINEAPPLE                             | 6/14 弘前市民会館                                                                                    | | |                    |
| 1988年 | TOUR'88 PRETTY PINEAPPLE                             | 6/15 八戸市公会堂                                                                                    | | |                    |
| 1988年 | TOUR'88 PRETTY PINEAPPLE                             | 6/20 徳島文化センター                                                                                | | |                    |
| 1988年 | TOUR'88 PRETTY PINEAPPLE                             | 6/21 高知オレンジホール                                                                              | | |                    |
| 1988年 | TOUR'88 PRETTY PINEAPPLE                             | 6/22 高松市民会館                                                                                    | | |                    |
| 1988年 | TOUR'88 PRETTY PINEAPPLE                             | 6/24 愛媛県県民文化会館サブホール                                                                    | | |                    |
| 1988年 | TOUR'88 PRETTY PINEAPPLE                             | 6/28 新潟県公会堂                                                                                    | | |                    |
| 1988年 | TOUR'88 PRETTY PINEAPPLE                             | 6/30 金沢市観光会館（金沢歌劇座）                                                                    | | |                    |
| 1988年 | TOUR'88 PRETTY PINEAPPLE                             | 7/1 富山県民会館                                                                                     | | |                    |
| 1988年 | TOUR'88 PRETTY PINEAPPLE                             | 7/8 大津市民会館                                                                                     | | |                    |
| 1988年 | TOUR'88 PRETTY PINEAPPLE                             | 7/9 福井市文化会館                                                                                   | ○ | |                    |
| 1988年 | TOUR'88 PRETTY PINEAPPLE                             | 7/12 山梨県民文化ホール小ホール                                                                      | | |                    |
| 1988年 | TOUR'88 PRETTY PINEAPPLE                             | 7/13 長野県民文化会館中ホール                                                                        | | |                    |
| 1988年 | TOUR'88 PRETTY PINEAPPLE                             | 7/18 旭川市公会堂                                                                                    | | |                    |
| 1988年 | TOUR'88 PRETTY PINEAPPLE                             | 7/19 帯広市文化会館                                                                                  | | |                    |
| 1988年 | TOUR'88 PRETTY PINEAPPLE                             | 7/20 釧路市民会館大ホール                                                                            | | |                    |
| 1988年 | WONDER LAND ROCK FES                                 | 8/1 よみうりランドEAST                                                                               | 「シャララ」はこの日のみの演奏となった（一部サイトで87年6月22日の御堂会館でのライブで初披露とあるが、それは間違いである）。 | ミサイル ブルースをけとばせ シャララ                                                                         |                    |
| 1988年 | WONDER LAND ROCK FES                                 | 8/2 よみうりランドEAST                                                                               | 「僕はここに立っているよ」はこの日の演奏が最後となった。 | 無言電話のブルース                                                                                           | ○                  |
| 1988年 | 88'SUPER JAM                                         | 8/5 大阪南港フェリーターミナル前広場                                                                 | RCサクセションとの対バン。ゲストに泉谷しげる with LOSER とインディーズ時代から交友のある ECHOESが呼ばれた。 ブルーハーツの次に演奏した泉谷しげるは、ブルーハーツの演奏を「ヘッタクソ！」と評してから圧倒的に上手い演奏をした。 | | ○                  |
| 1988年 | 広島ピース・コンサート (HIROSHIMA 87－97)            | 8/6 広島サンプラザ                                                                                   | 原子爆弾に因んでか、チェルノブイリ→NONONO→爆弾が落っこちるときの順番で歌った。 | ○ |                    |
| 1988年 | DOKKIN LIVE TSUSHIMA SOUND SPARK '88                 | 8/7 津島町南レクグランド                                                                             | RCサクセション、オフコース、米米CLUB、武田鉄矢、吉田拓郎も参加。 | |                    |
| 1988年 | ALL NIGHT ROCK'88                                    | 8/9 名古屋城深井丸                                                                                   | 「スクラップ」はこの日が最後の演奏となった。 公開録音。 一部のサイトでTOUR'88 PRETTY PINEAPPLEのライブと書かれているが間違い。 | ◎ |                    |
| 1988年 | パイナップルの逆襲ツアー                             | 10/3 山形県民会館                                                                                    | | ながれもの メリーゴーランド ラブレター                                                                       |                    |
| 1988年 | パイナップルの逆襲ツアー                             | 10/4 郡山市民文化会館                                                                                | | |                    |
| 1988年 | パイナップルの逆襲ツアー                             | 10/5 宮城県民会館                                                                                    | | |                    |
| 1988年 | パイナップルの逆襲ツアー                             | 10/7 宮城県民会館                                                                                    | | |                    |
| 1988年 | パイナップルの逆襲ツアー                             | 10/11 京都会館                                                                                       | | |                    |
| 1988年 | パイナップルの逆襲ツアー                             | 10/13 静岡文化市民会館                                                                               | | |                    |
| 1988年 | パイナップルの逆襲ツアー                             | 10/14 神戸文化会館                                                                                   | | |                    |
| 1988年 | パイナップルの逆襲ツアー                             | 10/16 広島郵便貯金会館                                                                               | | |                    |
| 1988年 | パイナップルの逆襲ツアー                             | 10/17 下関市民会館                                                                                   | | |                    |
| 1988年 | パイナップルの逆襲ツアー                             | 10/18 岡山市民会館                                                                                   | | |                    |
| 1988年 | パイナップルの逆襲ツアー                             | 10/23 長崎市公会堂                                                                                   | | |                    |
| 1988年 | パイナップルの逆襲ツアー                             | 10/25 福岡サンパレス                                                                                 | | |                    |
| 1988年 | パイナップルの逆襲ツアー                             | 10/26 鹿児島県文化センター                                                                           | | |                    |
| 1988年 | パイナップルの逆襲ツアー                             | 10/27 熊本市民会館                                                                                   | | |                    |
| 1988年 | パイナップルの逆襲ツアー                             | 11/3 高知県民文化オレンジホール                                                                      | | |                    |
| 1988年 | パイナップルの逆襲ツアー                             | 11/4 松山市民会館大ホール                                                                            | | |                    |
| 1988年 | パイナップルの逆襲ツアー                             | 11/7 高松市民会館                                                                                    | | |                    |
| 1988年 | パイナップルの逆襲ツアー                             | 11/9 鳥栖市民会館大ホール                                                                            | | |                    |
| 1988年 | パイナップルの逆襲ツアー                             | 11/10 宮崎市民会館                                                                                   | | |                    |
| 1988年 | パイナップルの逆襲ツアー                             | 11/13 名古屋市公会堂                                                                                 | | |                    |
| 1988年 | パイナップルの逆襲ツアー                             | 11/14 名古屋公会堂                                                                                   | | |                    |
| 1988年 | パイナップルの逆襲ツアー                             | 11/16 沖縄市民会館                                                                                   | | |                    |
| 1988年 | パイナップルの逆襲ツアー                             | 11/21 金沢観光会館                                                                                   | | |                    |
| 1988年 | パイナップルの逆襲ツアー                             | 11/22 福井フェニックスプラザ                                                                         | | |                    |
| 1988年 | パイナップルの逆襲ツアー                             | 11/24 新潟県民会館                                                                                   | | |                    |
| 1988年 | パイナップルの逆襲ツアー                             | 11/25 長野県民会館大ホール                                                                           | | |                    |
| 1988年 | パイナップルの逆襲ツアー                             | 11/28 札幌厚生年金会館                                                                               | | |                    |
| 1988年 | パイナップルの逆襲ツアー                             | 12/2 山梨県民文化ホール                                                                              | | |                    |
| 1988年 | 初心にかえろうライブ                                 | 12/3 新宿ロフト                                                                                      | テレビ朝日系列局で放送されていたHITSの取材が来ていた。 | ◎ |                    |
| 1988年 | パイナップルの逆襲ツアー                             | 12/5 川越市民会館                                                                                    | | |                    |
| 1988年 | パイナップルの逆襲ツアー                             | 12/6 群馬市民会館                                                                                    | | |                    |
| 1988年 | パイナップルの逆襲ツアー                             | 12/9 青森市文化会館                                                                                  | | |                    |
| 1988年 | パイナップルの逆襲ツアー                             | 12/10 秋田県民会館                                                                                   | | |                    |
| 1988年 | パイナップルの逆襲ツアー                             | 12/13 千葉県文化会館                                                                                 | | |                    |
| 1988年 | パイナップルの逆襲ツアー                             | 12/15 大阪厚生年金会館                                                                               | | |                    |
| 1988年 | パイナップルの逆襲ツアー                             | 12/16 大阪厚生年金会館                                                                               | ○ | |                    |
| 1988年 | パイナップルの逆襲ツアー                             | 12/19 茨城県民文化会館                                                                               | | |                    |
| 1988年 | パイナップルの逆襲ツアー                             | 12/21 横浜文化体育館                                                                                 | | |                    |
| 1988年 | X'MAS SPECIAL                                        | 12/23 クラブチッタ川崎                                                                               | ○ | |                    |
| 1988年 | X'MAS SPECIAL                                        | 12/24 クラブチッタ川崎                                                                               | | |                    |
| 1988年 | ロックンロールバンドスタンド                         | 12/31 岡山浦安体育館                                                                                 | ◎ | |                    |
| 1989年 | パイナップルの逆襲ツアー                             | 1/24 渋谷公会堂                                                                                      | ○ | |                    |
| 1989年 | パイナップルの逆襲ツアー                             | 1/25 渋谷公会堂                                                                                      | | |                    |
| 1989年 | パイナップルの逆襲ツアー                             | 1/26 渋谷公会堂                                                                                      | ○ | |                    |
| 1989年 | ON TOUR 1989                                         | 5/3 札幌市民会館                                                                                     | イメージ 平成のブルース | |                    |
| 1989年 | ON TOUR 1989                                         | 5/4 札幌市民会館                                                                                     | | |                    |
| 1989年 | ON TOUR 1989                                         | 5/8 福岡市民会館                                                                                     | | |                    |
| 1989年 | ON TOUR 1989                                         | 5/9 福岡市民会館                                                                                     | | |                    |
| 1989年 | ON TOUR 1989                                         | 5/10 福岡市民会館                                                                                    | | |                    |
| 1989年 | ON TOUR 1989                                         | 5/18 宮城県民会館                                                                                    | | |                    |
| 1989年 | ON TOUR 1989                                         | 5/19 宮城県民会館                                                                                    | | |                    |
| 1989年 | ON TOUR 1989                                         | 5/22 大阪城ホール                                                                                    | | |                    |
| 1989年 | ON TOUR 1989                                         | 5/23 大阪城ホール                                                                                    | | |                    |
| 1989年 | ON TOUR 1989                                         | 5/26 名古屋レインボーホール                                                                          | | |                    |
| 1989年 | ON TOUR 1989                                         | 5/29 国立代々木競技場第一体育館                                                                      | ○ | |                    |
| 1989年 | ON TOUR 1989                                         | 5/30 国立代々木競技場第一体育館                                                                      | ○ | |                    |
| 1989年 | ON TOUR 1989                                         | 5/31 国立代々木競技場第一体育館                                                                      | 甲本と真島の二人で演奏するTOO MUCH PAINはこの日が最後となった。 | ○ |                    |
| 1989年 | 海のフェスティバル                                   | 7/28 長崎                                                                                            | | |                    |
| 1989年 | スーパージャム                                       | 8/4 名古屋                                                                                           | | |                    |
| 1989年 | フレッシュサウンドコンテスト                         | 8/6 長野                                                                                             | | |                    |
| 1989年 | FMロックサーキット                                   | 8/8 福岡                                                                                             | | |                    |
| 1989年 | PORTLAND TOUR'89                                     | 8/19 Starry Night Club                                                                               | ブルーハーツ初の海外ツアー（一か所のみ） ナパーム・ビーチ、ザ･ジャッカルズ、ビー・トゥルーとの対バン。 | |                    |
| 1989年 | ラウンドコンサート                                   | 8/26 高知                                                                                            | | |                    |
| 1989年 | ON TOUR 1989-1990 全国版                             | 9/6 京都会館第一ホール                                                                               | | お前の宇宙に入れてくれ 悲しいうわさ 殺しのライセンス                                                         |                    |
| 1989年 | ON TOUR 1989-1990 全国版                             | 9/7 京都会館第一ホール                                                                               | | |                    |
| 1989年 | ON TOUR 1989-1990 全国版                             | 9/9 石川厚生年金会館                                                                                 | | |                    |
| 1989年 | ON TOUR 1989-1990 全国版                             | 9/11 福井フェニックスプラザ                                                                          | | |                    |
| 1989年 | ON TOUR 1989-1990 全国版                             | 9/12 富山市公会堂                                                                                    | | |                    |
| 1989年 | ON TOUR 1989-1990 全国版                             | 9/18 岐阜市民会館                                                                                    | | |                    |
| 1989年 | ON TOUR 1989-1990 全国版                             | 9/19 静岡市民文化会館                                                                                | ○ | |                    |
| 1989年 | ON TOUR 1989-1990 全国版                             | 9/21 豊橋勤労福祉会館                                                                                | | |                    |
| 1989年 | ON TOUR 1989-1990 全国版                             | 9/22 守山市民ホール                                                                                  | | |                    |
| 1989年 | ON TOUR 1989-1990 全国版                             | 9/24 舞鶴市総合文化会館                                                                              | | |                    |
| 1989年 | ON TOUR 1989-1990 全国版                             | 9/27 千葉県文化会館                                                                                  | | |                    |
| 1989年 | ON TOUR 1989-1990 全国版                             | 9/28 千葉県文化会館                                                                                  | | |                    |
| 1989年 | ON TOUR 1989-1990 全国版                             | 9/30 四日市市民文化会館                                                                              | | |                    |
| 1989年 | ON TOUR 1989-1990 全国版                             | 10/2 和歌山県民文化会館                                                                              | ○ | |                    |
| 1989年 | ON TOUR 1989-1990 全国版                             | 10/3 姫路市文化センター                                                                              | | |                    |
| 1989年 | ON TOUR 1989-1990 全国版                             | 10/4 島根県民会館                                                                                    | | |                    |
| 1989年 | ON TOUR 1989-1990 全国版                             | 10/6 茨城県民文化センター                                                                            | | |                    |
| 1989年 | ON TOUR 1989-1990 全国版                             | 10/11 高知県民文化ホール                                                                             | | |                    |
| 1989年 | ON TOUR 1989-1990 全国版                             | 10/13 広島郵便貯金会館                                                                               | | |                    |
| 1989年 | ON TOUR 1989-1990 全国版                             | 10/14 山口市民会館                                                                                   | ○ | |                    |
| 1989年 | ON TOUR 1989-1990 全国版                             | 10/16 徳島市文化センター                                                                             | | |                    |
| 1989年 | ON TOUR 1989-1990 全国版                             | 10/17 高松市民会館                                                                                   | | |                    |
| 1989年 | ON TOUR 1989-1990 全国版                             | 10/18 松山市民会館                                                                                   | | |                    |
| 1989年 | ON TOUR 1989-1990 全国版                             | 10/22 山形県民会館                                                                                   | | |                    |
| 1989年 | ON TOUR 1989-1990 全国版                             | 10/23 秋田県民会館                                                                                   | | |                    |
| 1989年 | ON TOUR 1989-1990 全国版                             | 10/25 岩手県民会館                                                                                   | | |                    |
| 1989年 | ON TOUR 1989-1990 全国版                             | 11/6 武雄市文化会館                                                                                  | | |                    |
| 1989年 | ON TOUR 1989-1990 全国版                             | 11/7 長崎市公会堂                                                                                    | | |                    |
| 1989年 | ON TOUR 1989-1990 全国版                             | 11/9 熊本市民会館                                                                                    | | |                    |
| 1989年 | ON TOUR 1989-1990 全国版                             | 11/10 鹿児島市民文化ホール                                                                           | | |                    |
| 1989年 | ON TOUR 1989-1990 全国版                             | 11/13 那覇市民会館                                                                                   | | |                    |
| 1989年 | ON TOUR 1989-1990 全国版                             | 11/21 大牟田文化会館                                                                                 | | |                    |
| 1989年 | ON TOUR 1989-1990 全国版                             | 11/22 大分文化会館                                                                                   | | |                    |
| 1989年 | ON TOUR 1989-1990 全国版                             | 11/24 九州厚生年金会館                                                                               | ○ | |                    |
| 1989年 | ON TOUR 1989-1990 全国版                             | 11/25 宮崎市民会館                                                                                   | | |                    |
| 1989年 | ON TOUR 1989-1990 全国版                             | 11/29 八戸市公会堂                                                                                   | | |                    |
| 1989年 | ON TOUR 1989-1990 全国版                             | 11/30 青森市文化会館                                                                                 | | |                    |
| 1989年 | ON TOUR 1989-1990 全国版                             | 12/4 神戸国際会館                                                                                    | | |                    |
| 1989年 | ON TOUR 1989-1990 全国版                             | 12/5 神戸国際会館                                                                                    | | |                    |
| 1989年 | ON TOUR 1989-1990 全国版                             | 12/7 岡山市民会館                                                                                    | | |                    |
| 1989年 | ON TOUR 1989-1990 全国版                             | 12/8 徳山市文化会館                                                                                  | | |                    |
| 1989年 | ON TOUR 1989-1990 全国版                             | 12/10 平塚市民センター                                                                               | | |                    |
| 1989年 | ON TOUR 1989-1990 全国版                             | 12/13 松本社会文化会館                                                                               | | |                    |
| 1989年 | ON TOUR 1989-1990 全国版                             | 12/14 長野県民文化会館                                                                               | | |                    |
| 1989年 | ON TOUR 1989-1990 全国版                             | 12/17 大宮ソニックシティ                                                                             | | |                    |
| 1989年 | ON TOUR 1989-1990 全国版                             | 12/19 群馬県民会館                                                                                   | | |                    |
| 1989年 | X'MAS SPECIAL                                        | 12/21 クラブチッタ川崎                                                                               | ○ | |                    |
| 1989年 | X'MAS SPECIAL                                        | 12/22 クラブチッタ川崎                                                                               | | |                    |
| 1989年 | ON TOUR 1989-1990 全国版                             | 12/26 高知県民文化ホール                                                                             | | |                    |
| 1989年 | ロックンロールバンドスタンド                         | 12/31 名古屋市総合体育館 レインボーホール                                                            | ◎ | |                    |
| 1990年 | ON TOUR 1989-1990 全国版                             | 1/9 釧路市民文化会館 大ホール (北海道)                                                               | | |                    |
| 1990年 | ON TOUR 1989-1990 全国版                             | 1/10 北見市民会館 大ホール (北海道)                                                                  | | |                    |
| 1990年 | ON TOUR 1989-1990 全国版                             | 1/12 帯広市民文化ホール (北海道)                                                                     | | |                    |
| 1990年 | ON TOUR 1989-1990 全国版                             | 1/14 千葉市民会館 (千葉県)                                                                           | | |                    |
| 1990年 | ON TOUR 1989-1990 全国版                             | 1/15 函館市民会館 (北海道)                                                                           | | |                    |
| 1990年 | ON TOUR 1989-1990 全国版                             | 1/18 宇都宮市文化会館 (栃木県)                                                                       | | |                    |
| 1990年 | ON TOUR 1989-1990 全国版                             | 1/19 郡山市民文化センター 大ホール (福島県)                                                          | | |                    |
| 1990年 | ON TOUR 1989-1990 全国版                             | 1/21 新潟市産業振興センター 展示ホール (新潟県)                                                      | | |                    |
| 1990年 | ON TOUR 1989-1990 全国版                             | 1/23 山梨県立県民文化ホール 大ホール (山梨県)                                                        | | |                    |
| 1990年 | ON TOUR 1989-1990 全国版                             | 1/25 奈良県文化会館 (奈良県)                                                                         | | |                    |
| 1990年 | SHUEISHA SUPER LIVE                                  | 2/11 東京ベイNKホール (千葉県)                                                                       | | |                    |
| 1990年 | HIROSHIMA'90                                         | 8/5 東京ベイNKホール                                                                                 | | |                    |
| 1990年 | HIROSHIMA'90                                         | 8/6 東京ベイNKホール                                                                                 | | | ○                  |
| 1990年 | ＪＴスーパーサウンド                                 | 8/19 広島サンプラザホール                                                                            | | | ○                  |
| 1990年 | MEET THE BLUE HEARTS TOUR '90 (アメリカ10公演)       | 9/11 THE WAVE WAIKIKI (HAWAII)                                                                       | | |                    |
| 1990年 | MEET THE BLUE HEARTS TOUR '90 (アメリカ10公演)       | 9/13 THE AVALON (CHICAGO)                                                                            | | |                    |
| 1990年 | MEET THE BLUE HEARTS TOUR '90 (アメリカ10公演)       | 9/15 WOODY'S IN THE VILLAGE (NEW YORK)                                                               | | |                    |
| 1990年 | MEET THE BLUE HEARTS TOUR '90 (アメリカ10公演)       | 9/18 CHINA CLUB (NEW YORK)                                                                           | | |                    |
| 1990年 | MEET THE BLUE HEARTS TOUR '90 (アメリカ10公演)       | 9/20 T.T. THE BEAR'S PLACE (BOSTON)                                                                  | | |                    |
| 1990年 | MEET THE BLUE HEARTS TOUR '90 (アメリカ10公演)       | 9/21 THE POINT (ATLANTA)                                                                             | | |                    |
| 1990年 | MEET THE BLUE HEARTS TOUR '90 (アメリカ10公演)       | 9/26 THE ANTI-CLUB (LOS ANGELS)                                                                      | | |                    |
| 1990年 | MEET THE BLUE HEARTS TOUR '90 (アメリカ10公演)       | 9/28 THE DNA LOUNGE (SAN FRANCISCO)                                                                  | | |                    |
| 1990年 | MEET THE BLUE HEARTS TOUR '90 (アメリカ10公演)       | 9/29 THE MELODY BALLROOM (PORTLAND)                                                                  | | |                    |
| 1990年 | MEET THE BLUE HEARTS TOUR '90 (アメリカ10公演)       | 9/30 THE CENTRAL TAVERN (SEATTLE)                                                                    | | |                    |
| 1990年 | EAST WASTE TOUR'90 (全国21公演)                      | 11/7 横浜アリーナ (神奈川県)                                                                         | | | ○                  |
| 1990年 | EAST WASTE TOUR'90 (全国21公演)                      | 11/8 横浜アリーナ (神奈川県)                                                                         | | | ○                  |
| 1990年 | EAST WASTE TOUR'90 (全国21公演)                      | 11/13 大阪城ホール (大阪府)                                                                          | | |                    |
| 1990年 | EAST WASTE TOUR'90 (全国21公演)                      | 11/14 大阪城ホール (大阪府)                                                                          | | | ○                  |
| 1990年 | EAST WASTE TOUR'90 (全国21公演)                      | 11/15 大阪城ホール (大阪府)                                                                          | | |                    |
| 1990年 | EAST WASTE TOUR'90 (全国21公演)                      | 11/18 東京ベイNKホール (千葉県)                                                                      | | | ○                  |
| 1990年 | EAST WASTE TOUR'90 (全国21公演)                      | 11/19 東京ベイNKホール (千葉県)                                                                      | | |                    |
| 1990年 | EAST WASTE TOUR'90 (全国21公演)                      | 11/20 東京ベイNKホール (千葉県)                                                                      | | |                    |
| 1990年 | EAST WASTE TOUR'90 (全国21公演)                      | 11/24 月寒グリーンドーム (北海道)                                                                    | | |                    |
| 1990年 | EAST WASTE TOUR'90 (全国21公演)                      | 11/26 イズミティ21 (宮城県)                                                                          | | |                    |
| 1990年 | EAST WASTE TOUR'90 (全国21公演)                      | 11/27 イズミティ21 (宮城県)                                                                          | | |                    |
| 1990年 | EAST WASTE TOUR'90 (全国21公演)                      | 12/13 名古屋市総合体育館 レインボーホール (愛知県)                                                   | | |                    |
| 1990年 | EAST WASTE TOUR'90 (全国21公演)                      | 12/14 名古屋市総合体育館 レインボーホール (愛知県)                                                   | | |                    |
| 1990年 | EAST WASTE TOUR'90 (全国21公演)                      | 12/19 静岡市民文化会館 (静岡県)                                                                      | | |                    |
| 1990年 | EAST WASTE TOUR'90 (全国21公演)                      | 12/20 静岡市民文化会館 (静岡県)                                                                      | | |                    |
| 1990年 | EAST WASTE TOUR'90 (全国21公演)                      | 12/22 広島厚生年金会館 (広島県)                                                                      | | |                    |
| 1990年 | EAST WASTE TOUR'90 (全国21公演)                      | 12/24 福岡市民会館 (福岡県)                                                                          | | |                    |
| 1990年 | EAST WASTE TOUR'90 (全国21公演)                      | 12/25 福岡市民会館 (福岡県)                                                                          | | |                    |
| 1990年 | EAST WASTE TOUR'90 (全国21公演)                      | 12/26 福岡市民会館 (福岡県)                                                                          | | |                    |
| 1991年 | EAST WASTE TOUR '90 アンコール                       | 3/19 名古屋市民会館 (愛知県)                                                                         | | |                    |
| 1991年 | EAST WASTE TOUR '90 アンコール                       | 3/20 名古屋市民会館 (愛知県)                                                                         | | |                    |
| 1991年 | 全日本 EAST WASTE TOUR '91 (全国34公演)              | 3/22 九州厚生年金会館 (福岡県)                                                                       | | |                    |
| 1991年 | 全日本 EAST WASTE TOUR '91 (全国34公演)              | 3/23 鹿児島市民文化ホール (鹿児島県)                                                                 | | |                    |
| 1991年 | 全日本 EAST WASTE TOUR '91 (全国34公演)              | 3/25 長崎市公会堂 (長崎県)                                                                           | | |                    |
| 1991年 | 全日本 EAST WASTE TOUR '91 (全国34公演)              | 3/26 熊本市民会館 (熊本県)                                                                           | | |                    |
| 1991年 | 全日本 EAST WASTE TOUR '91 (全国34公演)              | 4/2 大宮ソニックシティ (埼玉県)                                                                      | | |                    |
| 1991年 | 全日本 EAST WASTE TOUR '91 (全国34公演)              | 4/8 茨城県立県民文化センター (茨城県)                                                                | | |                    |
| 1991年 | 全日本 EAST WASTE TOUR '91 (全国34公演)              | 4/12 宇都宮市文化会館 (栃木県)                                                                       | | |                    |
| 1991年 | 全日本 EAST WASTE TOUR '91 (全国34公演)              | 4/15 長野市民会館 大ホール (長野県)                                                                  | | |                    |
| 1991年 | 全日本 EAST WASTE TOUR '91 (全国34公演)              | 4/16 金沢市観光会館 (石川県)                                                                         | | |                    |
| 1991年 | 全日本 EAST WASTE TOUR '91 (全国34公演)              | 4/18 新潟県民会館 (新潟県)                                                                           | | |                    |
| 1991年 | 全日本 EAST WASTE TOUR '91 (全国34公演)              | 4/19 群馬県民会館 (群馬県)                                                                           | | |                    |
| 1991年 | 全日本 EAST WASTE TOUR '91 (全国34公演)              | 4/23 郡山市民文化センター (福島県)                                                                   | | |                    |
| 1991年 | 全日本 EAST WASTE TOUR '91 (全国34公演)              | 4/24 岩手県民会館 (岩手県)                                                                           | | |                    |
| 1991年 | 全日本 EAST WASTE TOUR '91 (全国34公演)              | 4/26 青森市文化会館 (青森県)                                                                         | | |                    |
| 1991年 | 全日本 EAST WASTE TOUR '91 (全国34公演)              | 4/27 秋田県民会館 (秋田県)                                                                           | | |                    |
| 1991年 | 全日本 EAST WASTE TOUR '91 (全国34公演)              | 5/1 岐阜市民会館 (岐阜県)                                                                            | | |                    |
| 1991年 | 全日本 EAST WASTE TOUR '91 (全国34公演)              | 5/2 四日市市文化会館 (三重県)                                                                        | | |                    |
| 1991年 | 5時SAT10周年 おかげ様!祭り ロックフェスティバル      | 5/4 小牧市民球場                                                                                     | with しおこんぶ、電気グルーヴ、LADIES ROOM、すかんち、LAUGHIN' NOSE、MOJO CLUB+杏子、THE ザリガニブラザーズ、INGRY'S | | ○                  |
| 1991年 | 全日本 EAST WASTE TOUR '91                           | 5/8 釧路市民文化会館 (北海道)                                                                        | | |                    |
| 1991年 | 全日本 EAST WASTE TOUR '91                           | 5/9 帯広市民文化ホール (北海道)                                                                      | | |                    |
| 1991年 | 全日本 EAST WASTE TOUR '91                           | 5/11 旭川市民文化会館 (北海道)                                                                       | | |                    |
| 1991年 | 全日本 EAST WASTE TOUR '91                           | 5/16 神戸国際会館こくさいホール (兵庫県)                                                             | | |                    |
| 1991年 | 全日本 EAST WASTE TOUR '91                           | 5/17 神戸国際会館こくさいホール (兵庫県)                                                             | | |                    |
| 1991年 | 全日本 EAST WASTE TOUR '91                           | 5/19 京都会館 第一ホール (京都府)                                                                    | | |                    |
| 1991年 | 全日本 EAST WASTE TOUR '91                           | 5/21 沼津市民文化センター (静岡県)                                                                   | | |                    |
| 1991年 | 全日本 EAST WASTE TOUR '91                           | 5/24 グリーンホール相模大野 (神奈川県)                                                               | | |                    |
| 1991年 | 全日本 EAST WASTE TOUR '91                           | 5/27 千葉県文化会館 (千葉県)                                                                         | | |                    |
| 1991年 | 全日本 EAST WASTE TOUR '91                           | 5/30 出雲市民会館 (島根県)                                                                           | | |                    |
| 1991年 | 全日本 EAST WASTE TOUR '91                           | 6/1 徳島市立文化センター ホール (徳島県)                                                             | | | ○                  |
| 1991年 | 全日本 EAST WASTE TOUR '91                           | 6/2 岡山市民会館 (岡山県)                                                                            | | |                    |
| 1991年 | 全日本 EAST WASTE TOUR '91                           | 6/4 香川県県民ホール (香川県)                                                                        | | |                    |
| 1991年 | 全日本 EAST WASTE TOUR '91                           | 6/5 松山市民会館 (愛媛県)                                                                            | | |                    |
| 1991年 | 全日本 EAST WASTE TOUR '91                           | 6/6 徳島市立文化センター ホール (徳島県)                                                             | | |                    |
| 1991年 | 全日本 EAST WASTE TOUR '91                           | 6/12 NHKホール (東京都)                                                                              | | | ○                  |
| 1991年 | 全日本 EAST WASTE TOUR '91                           | 6/13 NHKホール (東京都)                                                                              | | | ○                  |
| 1991年 | 北海道ロックサーキット                               | 7/21 真駒内オープンスタジアム                                                                        | | | ○                  |
| 1991年 | THE AKO MUSIC TOGETHER                               | 7/27 赤穂城南公園野球場 (兵庫県)                                                                     | | |                    |
| 1991年 | JTスーパーサウンド '91                               | 7/31 リゾートパークオニコウベ高原                                                                    | | |                    |
| 1991年 | FMW&ロックIN鳥栖8.17炎のバトル                       | 8/17 JR鳥栖駅前特設会場                                                                              | | | ◎                  |
| 1991年 | JTスーパーサウンド '91                               | 8/25 新潟産業振興センター                                                                            | | |                    |
| 1991年 | THE BLUE HEARTS US TOUR '91 (アメリカ8公演)          | 10/17 THE AVALON (CHICAGO)                                                                           | | |                    |
| 1991年 | THE BLUE HEARTS US TOUR '91 (アメリカ8公演)          | 10/18 PEABODY'S DOWN UNDER (Cleveland,Ohio)                                                          | | |                    |
| 1991年 | THE BLUE HEARTS US TOUR '91 (アメリカ8公演)          | 10/20 PENNY ARCADE (Rochester,N.Y.)                                                                  | | |                    |
| 1991年 | THE BLUE HEARTS US TOUR '91 (アメリカ8公演)          | 10/25 JC DOBBS (PHILADELPHIA)                                                                        | | |                    |
| 1991年 | THE BLUE HEARTS US TOUR '91 (アメリカ8公演)          | 10/26 EI'N' GEE (NEW LONDON)                                                                         | | |                    |
| 1991年 | THE BLUE HEARTS US TOUR '91 (アメリカ8公演)          | 10/27 THE MOON (NEW HAVEN)                                                                           | | |                    |
| 1991年 | THE BLUE HEARTS US TOUR '91 (アメリカ8公演)          | 10/29 THE CHANNEL (BOSTON)                                                                           | | |                    |
| 1991年 | THE BLUE HEARTS US TOUR '91 (アメリカ8公演)          | 10/30 DANCETERIA (NEW YORK CITY)                                                                     | | | ○                  |
| 1991年 | 赤坂ライブ                                           | 11/20 ＴＢＳラジオ                                                                                   | | | ○                  |
| 1991年 | HIGH KICK TOUR                                       | 12/14 グリーンホール相模大野 (神奈川県)                                                              | | |                    |
| 1991年 | HIGH KICK TOUR                                       | 12/19 茨城県立県民文化センター                                                                       | | |                    |
| 1991年 | HIGH KICK TOUR                                       | 12/25 浦和市文化センター (埼玉県)                                                                    | | |                    |
| 1992年 | HIGH KICK TOUR                                       | 1/5 山梨県立県民文化ホール コラニー文化ホール (山梨県)                                               | | |                    |
| 1992年 | HIGH KICK TOUR                                       | 1/8 市川市文化会館 (千葉県)                                                                          | | | ◎                  |
| 1992年 | HIGH KICK TOUR                                       | 1/9 八王子市民会館 (東京都)                                                                          | | |                    |
| 1992年 | HIGH KICK TOUR                                       | 1/11 神奈川県民ホール (神奈川県)                                                                     | | | ○                  |
| 1992年 | HIGH KICK TOUR                                       | 1/23 八戸市公会堂 (青森県)                                                                           | | |                    |
| 1992年 | HIGH KICK TOUR                                       | 1/25 郡山市民文化センター (福島県)                                                                   | | |                    |
| 1992年 | HIGH KICK TOUR                                       | 1/26 宮城県民会館 (宮城県)                                                                           | | |                    |
| 1992年 | HIGH KICK TOUR                                       | 1/30 佐賀市文化会館 (佐賀県)                                                                         | | |                    |
| 1992年 | HIGH KICK TOUR                                       | 1/31 九州厚生年金会館 (福岡県)                                                                       | | |                    |
| 1992年 | HIGH KICK TOUR                                       | 2/2 宮崎市民文化ホール (宮崎県)                                                                      | | |                    |
| 1992年 | HIGH KICK TOUR                                       | 2/3 鹿児島市民文化ホール (鹿児島県)                                                                  | | |                    |
| 1992年 | HIGH KICK TOUR                                       | 2/5 神戸国際会館こくさいホール (兵庫県)                                                              | | |                    |
| 1992年 | HIGH KICK TOUR                                       | 2/6 京都会館 第一ホール (京都府)                                                                     | | |                    |
| 1992年 | HIGH KICK TOUR                                       | 3/10 新潟県民会館 (新潟県)                                                                           | | |                    |
| 1992年 | HIGH KICK TOUR                                       | 3/12 群馬県民会館 (群馬県)                                                                           | | |                    |
| 1992年 | HIGH KICK TOUR                                       | 3/14 綾瀬市文化会館 大ホール (神奈川県)                                                              | | |                    |
| 1992年 | HIGH KICK TOUR                                       | 3/16 岐阜市民会館 (岐阜県)                                                                           | | |                    |
| 1992年 | HIGH KICK TOUR                                       | 3/17 豊橋勤労福祉会館 (愛知県)                                                                       | | |                    |
| 1992年 | HIGH KICK TOUR                                       | 3/19 奈良県文化会館 (奈良県)                                                                         | | |                    |
| 1992年 | HIGH KICK TOUR                                       | 3/20 紀南文化会館                                                                                    | | | ○                  |
| 1992年 | HIGH KICK TOUR                                       | 3/22 守山市民ホール                                                                                  | | |                    |
| 1992年 | HIGH KICK TOUR                                       | 3/23 丹後文化会館                                                                                    | | |                    |
| 1992年 | HIGH KICK TOUR                                       | 3/25 小午田町文化会館                                                                                | | |                    |
| 1992年 | HIGH KICK TOUR                                       | 3/27 山形県県民会館 (山形県)                                                                         | | |                    |
| 1992年 | HIGH KICK TOUR                                       | 3/28 岩手県民会館 (岩手県)                                                                           | | |                    |
| 1992年 | HIGH KICK TOUR                                       | 3/31 高岡テクノドーム                                                                                | | |                    |
| 1992年 | HIGH KICK TOUR                                       | 4/2 宇都宮市文化会館 (栃木県)                                                                        | | |                    |
| 1992年 | HIGH KICK TOUR                                       | 4/9 静岡市民文化会館 (静岡県)                                                                        | | |                    |
| 1992年 | HIGH KICK TOUR                                       | 4/10 浜松市教育文化会館 はまホール 大ホール (静岡県)                                                 | | |                    |
| 1992年 | HIGH KICK TOUR                                       | 4/12 金沢市観光会館 (石川県)                                                                         | | |                    |
| 1992年 | HIGH KICK TOUR                                       | 4/13 富山県民会館 (富山県)                                                                           | | |                    |
| 1992年 | HIGH KICK TOUR                                       | 4/14 長野県県民文化会館 (長野県)                                                                     | | |                    |
| 1992年 | HIGH KICK TOUR                                       | 4/17 広島厚生年金会館 (広島県)                                                                       | | |                    |
| 1992年 | HIGH KICK TOUR                                       | 4/18 倉敷市民会館 (岡山県)                                                                           | | |                    |
| 1992年 | HIGH KICK TOUR                                       | 4/20 徳島市立文化センター ホール (徳島県)                                                            | | |                    |
| 1992年 | HIGH KICK TOUR                                       | 4/21 高松市民会館 (香川県)                                                                           | | |                    |
| 1992年 | HIGH KICK TOUR                                       | 4/23 松山市民会館 (愛媛県)                                                                           | | |                    |
| 1992年 | ブルーハーツ集団だよ全員集合                         | 4/24 PEPPERLAND (岡山県)                                                                             | | |                    |
| 1992年 | ブルーハーツ集団だよ全員集合                         | 4/25 大分徒楽夢TOPS (大分県)                                                                         | | |                    |
| 1992年 | HIGH KICK TOUR                                       | 5/1 熊本県立劇場 (熊本県)                                                                            | | |                    |
| 1992年 | HIGH KICK TOUR                                       | 5/2 長崎市公会堂 (長崎県)                                                                            | | |                    |
| 1992年 | HIGH KICK TOUR                                       | 5/5 沖縄コンベンションセンター (沖縄県)                                                              | | |                    |
| 1992年 | HIGH KICK TOUR                                       | 5/7 福岡市民会館                                                                                     | | |                    |
| 1992年 | HIGH KICK TOUR                                       | 5/8 福岡市民会館                                                                                     | | |                    |
| 1992年 | HIGH KICK TOUR                                       | 5/11 名古屋センチュリーホール                                                                        | | |                    |
| 1992年 | HIGH KICK TOUR                                       | 5/12 名古屋センチュリーホール                                                                        | | |                    |
| 1992年 | HIGH KICK TOUR                                       | 5/15 函館市民会館 (北海道)                                                                           | | |                    |
| 1992年 | HIGH KICK TOUR                                       | 5/16 北海道厚生年金会館 (北海道)                                                                     | | |                    |
| 1992年 | HIGH KICK TOUR                                       | 5/19 青森市文化会館 (青森県)                                                                         | | |                    |
| 1992年 | HIGH KICK TOUR                                       | 5/25 大阪厚生年金会館（大）                                                                          | | |                    |
| 1992年 | HIGH KICK TOUR                                       | 5/26 大阪厚生年金会館（大）                                                                          | | |                    |
| 1992年 | HIGH KICK TOUR                                       | 5/28 石川厚生年金会館                                                                                | | |                    |
| 1992年 | HIGH KICK TOUR                                       | 6/1 日本武道館 (東京都)                                                                              | | | ○                  |
| 1992年 | HIGH KICK TOUR                                       | 6/2 日本武道館 (東京都)                                                                              | | | ○                  |
| 1992年 | 第4回愛知サマーセミナー ブルーハーツ野外コンサート   | 7/26 名古屋 同朋学園内庄内河川敷グランド                                                             | with 長澤義塾 | |                    |
| 1992年 | POP ROCKETS '92                                      | 7/29 湯沢中央公園 野球場 (新潟県)                                                                    | with ユニコーン、リンドバーグ、LA-PPISH、長澤義塾、ルナシー、バイセクシャル | | ◎                  |
| 1992年 | ザ・ビートルワールド '92                             | 8/1 常葉町グランド (福島県)                                                                          | with とんねるず | |                    |
| 1992年 | '92夏 ザ・ブルーハーツとともに！ “終わらない歌を”    | 8/2 福岡サンパレス                                                                                   | with ホブルディーズ | |                    |
| 1992年 | 夏の野外はロックにかぎる！                           | 8/8 北九州ベイスクエア                                                                               | with 長澤義塾 | |                    |
| 1992年 | POP HILL '92                                         | 8/9 石川県森林公園 (石川県)                                                                          | with リンドバーグ、ZIGGY、JUSTY-NASTY、ルナシー、バイセクシャル、ピロウズ | | ◎                  |
| 1992年 | 夏休みだよ全員集合                                   | 8/16 日比谷野外音楽堂                                                                                | | | ○                  |
| 1992年 | NANPORO SUMMER NIGHT '92                             | 8/29 なんぽろリバーサイド公園 (北海道)                                                               | | |                    |
| 1992年 | 立花祭                                               | 11/1 福岡工業大学                                                                                    | | |                    |
| 1992年 | 11/2 西日本工業大学                                  | | | |                    |
| 1992年 | 11/3 神戸学院大学                                    | | | |                    |
| 1992年 | 紫峰祭                                               | 11/13 土浦短期大学                                                                                   | | |                    |
| 1992年 | 創立113年専修大鳳祭                                  | 11/14 専修大学                                                                                       | | |                    |
| 1992年 | 第43回新宿祭                                         | 11/22 新宿工学院大学                                                                                 | | |                    |
| 1992年 | PKO TOUR                                             | 11/25 平塚市民センター ホール (神奈川県)                                                             | | | ○                  |
| 1992年 | PKO TOUR                                             | 11/27 サンシティホール (埼玉県)                                                                      | | | ○                  |
| 1992年 | PKO TOUR                                             | 11/29 富田林・すばるホール                                                                           | | | ○                  |
| 1992年 | PKO TOUR                                             | 11/30 堺市民会館                                                                                     | | |                    |
| 1992年 | PKO TOUR                                             | 12/2 渋川市民会館                                                                                    | | |                    |
| 1992年 | PKO TOUR                                             | 12/5 黒磯市文化会館                                                                                  | | |                    |
| 1992年 | PKO TOUR                                             | 12/6 桐生市産業文化会館                                                                              | | |                    |
| 1992年 | PKO TOUR                                             | 12/10 習志野文化ホール (千葉県)                                                                      | | |                    |
| 1992年 | PKO TOUR                                             | 12/11 日野市民会館 ひの煉瓦ホール 大ホール (東京都)                                                  | | |                    |
| 1992年 | PKO TOUR                                             | 12/14 いわき市平市民会館                                                                             | | |                    |
| 1992年 | PKO TOUR                                             | 12/16 石巻市民会館                                                                                   | | |                    |
| 1992年 | PKO TOUR                                             | 12/17 釜石市民文化会館                                                                               | | |                    |
| 1992年 | PKO TOUR                                             | 12/19 湯沢文化会館                                                                                   | | |                    |
| 1992年 | PKO TOUR                                             | 12/20 鶴岡市文化会館                                                                                 | | |                    |
| 1992年 | PKO TOUR                                             | 12/22 グリーンホール相模大野 (神奈川県)                                                              | | | ○                  |
| 1992年 | PKO TOUR                                             | 12/23 美濃加茂市文化会館                                                                             | | |                    |
| 1992年 | PKO TOUR                                             | 12/25 牛久市民センター                                                                               | | |                    |
| 1992年 | PKO TOUR                                             | 12/26 勝田市文化会館                                                                                 | | |                    |
| 1993年 | PKO TOUR                                             | 1/5 山梨県立県民文化ホール                                                                           | | |                    |
| 1993年 | PKO TOUR                                             | 1/6 津山文化センター                                                                                 | | |                    |
| 1993年 | PKO TOUR                                             | 1/7 舞鶴市総合文化会館                                                                               | | |                    |
| 1993年 | PKO TOUR                                             | 1/9 大分文化会館                                                                                     | | |                    |
| 1993年 | PKO TOUR                                             | 1/10 延岡総合文化センター                                                                            | | |                    |
| 1993年 | PKO TOUR                                             | 1/15 刈谷市民会館                                                                                    | | |                    |
| 1993年 | PKO TOUR                                             | 1/16 豊橋勤労福祉会館                                                                                | | |                    |
| 1993年 | PKO TOUR                                             | 1/18 吹田市文化会館                                                                                  | | |                    |
| 1993年 | PKO TOUR                                             | 1/20 西宮市民アミティーホール                                                                        | | |                    |
| 1993年 | PKO TOUR                                             | 1/25 九州厚生年金会館                                                                                | | |                    |
| 1993年 | PKO TOUR                                             | 1/27 佐世保市民会館                                                                                  | | |                    |
| 1993年 | PKO TOUR                                             | 1/28 水俣市文化会館                                                                                  | | |                    |
| 1993年 | PKO TOUR                                             | 1/31 渋谷公会堂                                                                                      | | | ○                  |
| 1993年 | STICK OUT TOUR (全国32公演)                          | 3/30 四日市市文化会館 (三重県)                                                                       | | |                    |
| 1993年 | STICK OUT TOUR (全国32公演)                          | 3/31 岐阜市民会館 (岐阜県)                                                                           | | |                    |
| 1993年 | STICK OUT TOUR (全国32公演)                          | 4/2 宮崎市民文化ホール (宮崎県)                                                                      | | |                    |
| 1993年 | STICK OUT TOUR (全国32公演)                          | 4/3 鹿児島県文化センター (鹿児島県)                                                                  | | |                    |
| 1993年 | STICK OUT TOUR (全国32公演)                          | 4/5 福岡市民会館 (福岡県)                                                                            | | |                    |
| 1993年 | STICK OUT TOUR (全国32公演)                          | 4/6 長崎市公会堂 (長崎県)                                                                            | | |                    |
| 1993年 | キャッチ・ザ・ドリーム ・カラオケコンテスト          | 4/10 HONDAウエルカムプラザ                                                                           | | |                    |
| 1993年 | STICK OUT TOUR                                       | 4/12 長野市民会館 大ホール (長野県)                                                                  | | |                    |
| 1993年 | STICK OUT TOUR                                       | 4/13 富山県民会館 (富山県)                                                                           | | |                    |
| 1993年 | STICK OUT TOUR                                       | 4/15 市川市文化会館 (千葉県)                                                                         | | | ◎                  |
| 1993年 | STICK OUT TOUR                                       | 4/17 神奈川県民ホール (神奈川県)                                                                     | | | ○                  |
| 1993年 | STICK OUT TOUR                                       | 4/20 群馬県民会館 (群馬県)                                                                           | | |                    |
| 1993年 | STICK OUT TOUR                                       | 4/22 茨城県立県民文化センター (茨城県)                                                               | | |                    |
| 1993年 | STICK OUT TOUR                                       | 4/23 宇都宮市文化会館 (栃木県)                                                                       | | |                    |
| 1993年 | STICK OUT TOUR                                       | 4/25 新潟PHASE (新潟県)                                                                              | | |                    |
| 1993年 | STICK OUT TOUR                                       | 4/28 大宮ソニックシティ (埼玉県)                                                                     | | |                    |
| 1993年 | STICK OUT TOUR                                       | 4/30 神戸国際会館こくさいホール (兵庫県)                                                             | | |                    |
| 1993年 | STICK OUT TOUR                                       | 5/1 大阪厚生年金会館 大ホール (大阪府)                                                               | | |                    |
| 1993年 | LIVE UFO '93                                         | 5/3 国立代々木競技場 第二体育館 (東京都)                                                             | | | ○                  |
| 1993年 | LIVE UFO '93                                         | 5/4 国立代々木競技場 第二体育館 (東京都)                                                             | | |                    |
| 1993年 | STICK OUT TOUR                                       | 5/9 名古屋国際会議場 センチュリーホール (愛知県)                                                     | | |                    |
| 1993年 | STICK OUT TOUR                                       | 5/11 広島郵便貯金ホール (広島県)                                                                     | | |                    |
| 1993年 | STICK OUT TOUR                                       | 5/12 岡山市民会館 (岡山県)                                                                           | | |                    |
| 1993年 | STICK OUT TOUR                                       | 5/13 京都会館 第一ホール (京都府)                                                                    | | |                    |
| 1993年 | STICK OUT TOUR                                       | 5/19 札幌市民会館 (北海道)                                                                           | | |                    |
| 1993年 | STICK OUT TOUR                                       | 5/21 青森市文化会館 (青森県)                                                                         | | |                    |
| 1993年 | STICK OUT TOUR                                       | 5/23 仙台サンプラザ ホール (宮城県)                                                                  | | |                    |
| 1993年 | STICK OUT TOUR                                       | 5/24 山形県県民会館 (山形県)                                                                         | | |                    |
| 1993年 | STICK OUT TOUR                                       | 5/26 郡山市民文化センター (福島県)                                                                   | | |                    |
| 1993年 | STICK OUT TOUR                                       | 5/28 静岡市民文化会館 (静岡県)                                                                       | | |                    |
| 1993年 | STICK OUT TOUR                                       | 5/30 渋谷公会堂 (東京都)                                                                             | | |                    |
| 1993年 | STICK OUT TOUR                                       | 5/31 渋谷公会堂 (東京都)                                                                             | | | ○                  |
| 1993年 | STICK OUT TOUR                                       | 6/1 渋谷公会堂 (東京都)                                                                              | | | ○                  |
| 1993年 | STICK OUT TOUR                                       | 6/5 那覇市民会館 (沖縄県)                                                                            | | |                    |
| 1993年 | STICK OUT TOUR                                       | 6/8 奄美文化センター (鹿児島県)                                                                      | | |                    |
| 1993年 | サウンドコニファー229                                | 8/7 富士急ハイランド コニファーフォレスト (山梨県)                                                   | with 麗蘭、ザ・ブライベーツ、ザ・ブランキージェットシティー、ホブルディーズ | | ◎                  |
| 1993年 | 伊集院光のOh!デカサマーナイト                        | 8/9 東京ドーム                                                                                       | with 電気グルーヴ、福山雅治、谷口宗一 | |                    |
| 1993年 | THANK YOU SF ROCK STATION                            | 8/10 名古屋城深井丸                                                                                  | | |                    |
| 1993年 | 北海道ロックサーキット '93                           | 8/21 札幌芸術の森・野外ステージ                                                                      | with 忌野清志朗&2･3'S、ピンククラウド、ザ・ブランキージェットシティー | | ○                  |
| 1993年 | 凸凹ツアー (デコボコ珍道中) 前半戦                   | 10/27 千葉県文化会館 (千葉県)                                                                        | | | ○                  |
| 1993年 | 凸凹ツアー (デコボコ珍道中) 前半戦                   | 10/31 呉ポートピアランド (広島県)                                                                    | | |                    |
| 1993年 | 凸凹ツアー (デコボコ珍道中) 前半戦                   | 11/4 遠野市民センター (岩手県)                                                                       | | |                    |
| 1993年 | 凸凹ツアー (デコボコ珍道中) 前半戦                   | 11/5 本荘文化会館 (秋田県)                                                                           | | |                    |
| 1993年 | 凸凹ツアー (デコボコ珍道中) 前半戦                   | 11/7 白河市民会館 (福島県)                                                                           | | |                    |
| 1993年 | 凸凹ツアー (デコボコ珍道中) 前半戦                   | 11/16 守口市市民会館 (大阪府)                                                                        | | |                    |
| 1993年 | 凸凹ツアー (デコボコ珍道中) 前半戦                   | 11/17 藤井寺市立市民総合会館パープルホール (大阪府)                                                  | | |                    |
| 1993年 | 凸凹ツアー (デコボコ珍道中) 前半戦                   | 11/19 宝塚市民会館 (兵庫県)                                                                          | | |                    |
| 1993年 | 凸凹ツアー (デコボコ珍道中) 前半戦                   | 11/26 小川町文化センター (茨城県)                                                                    | | |                    |
| 1993年 | 凸凹ツアー (デコボコ珍道中) 前半戦                   | 11/27 佐野市文化会館 (栃木県)                                                                        | | |                    |
| 1993年 | 凸凹ツアー (デコボコ珍道中) 前半戦                   | 11/29 豊橋勤労福祉会館 (愛知県)                                                                      | | |                    |
| 1993年 | 凸凹ツアー (デコボコ珍道中) 前半戦                   | 12/1 守山市民ホール 大ホール (滋賀県)                                                                | | |                    |
| 1993年 | 凸凹ツアー (デコボコ珍道中) 前半戦                   | 12/2 宇治市文化センター (京都府)                                                                     | | |                    |
| 1993年 | 凸凹ツアー (デコボコ珍道中) 前半戦                   | 12/3 須坂市文化会館メセナホール (長野県)                                                             | | |                    |
| 1993年 | 凸凹ツアー (デコボコ珍道中) 前半戦                   | 12/10 岡谷市文化会館 カノラホール 大ホール (長野県)                                                  | | |                    |
| 1993年 | 凸凹ツアー (デコボコ珍道中) 前半戦                   | 12/14 石橋文化ホール (福岡県)                                                                        | | |                    |
| 1993年 | 凸凹ツアー (デコボコ珍道中) 前半戦                   | 12/15 大分文化会館 (大分県)                                                                          | | |                    |
| 1993年 | 凸凹ツアー (デコボコ珍道中) 前半戦                   | 12/16 延岡総合文化センター (宮崎県)                                                                  | | |                    |
| 1993年 | 凸凹ツアー (デコボコ珍道中) 前半戦                   | 12/18 都城市民会館 (宮崎県)                                                                          | | |                    |
| 1993年 | 凸凹ツアー (デコボコ珍道中) 前半戦                   | 12/22 宗像ユリックス (福岡県)                                                                        | | |                    |
| 1994年 | 凸凹ツアー (デコボコ珍道中) 前半戦                   | 1/5 山梨県立県民文化ホール (山梨県)                                                                  | | |                    |
| 1994年 | 凸凹ツアー (デコボコ珍道中) 前半戦                   | 1/7 大宮ソニックシティ (埼玉県)                                                                      | | |                    |
| 1994年 | 凸凹ツアー (デコボコ珍道中) 前半戦                   | 1/8 浜松市教育文化会館 はまホール 大ホール (静岡県)                                                  | | |                    |
| 1994年 | 凸凹ツアー (デコボコ珍道中) 前半戦                   | 1/10 岐阜市民会館 (岐阜県)                                                                           | | |                    |
| 1994年 | 凸凹ツアー (デコボコ珍道中) 前半戦                   | 1/12 行橋市民会館 (福岡県)                                                                           | | |                    |
| 1994年 | 凸凹ツアー (デコボコ珍道中) 前半戦                   | 1/13 大牟田文化会館 (福岡県)                                                                         | | |                    |
| 1994年 | 凸凹ツアー (デコボコ珍道中) 前半戦                   | 1/18 奈良県文化会館 (奈良県)                                                                         | | |                    |
| 1994年 | 凸凹ツアー (デコボコ珍道中) 前半戦                   | 1/19 明石市民会館アワーズホール (兵庫県)                                                             | | |                    |
| 1994年 | 凸凹ツアー (デコボコ珍道中) 前半戦                   | 1/21 高知県立県民文化ホール (高知県)                                                                 | | |                    |
| 1994年 | 凸凹ツアー (デコボコ珍道中) 前半戦                   | 1/28 神栖市矢田部公民館 文化ホール (茨城県)                                                          | | |                    |
| 1994年 | JUSTライブ                                           | 3/1 NHKホール (東京都)                                                                               | TV公開録画 | | ◎                  |
| 1994年 | 凸凹ツアー (デコボコ珍道中) 後半戦                   | 4/5 茨城県立県民文化センター (茨城県)                                                                | | |                    |
| 1994年 | 凸凹ツアー (デコボコ珍道中) 後半戦                   | 4/6 宇都宮市文化会館 大ホール (栃木県)                                                               | | |                    |
| 1994年 | 凸凹ツアー (デコボコ珍道中) 後半戦                   | 4/8 静岡市民文化会館 大ホール (静岡県)                                                               | | |                    |
| 1994年 | 凸凹ツアー (デコボコ珍道中) 後半戦                   | 4/9 京都会館 第一ホール (京都府)                                                                     | | |                    |
| 1994年 | 凸凹ツアー (デコボコ珍道中) 後半戦                   | 4/11 神奈川県民ホール (神奈川県)                                                                     | | | ○                  |
| 1994年 | 凸凹ツアー (デコボコ珍道中) 後半戦                   | 4/18 阪南市立文化センター サラダホール 大ホール (大阪府)                                             | | |                    |
| 1994年 | 凸凹ツアー (デコボコ珍道中) 後半戦                   | 4/20 神戸国際会館こくさいホール (兵庫県)                                                             | | |                    |
| 1994年 | 凸凹ツアー (デコボコ珍道中) 後半戦                   | 4/22 宮崎市民文化ホール (宮崎県)                                                                     | | |                    |
| 1994年 | 凸凹ツアー (デコボコ珍道中) 後半戦                   | 4/23 鹿児島市民文化ホール (鹿児島県)                                                                 | | |                    |
| 1994年 | 凸凹ツアー (デコボコ珍道中) 後半戦                   | 4/25 福岡市民会館 (福岡県)                                                                           | | |                    |
| 1994年 | 凸凹ツアー (デコボコ珍道中) 後半戦                   | 4/26 佐賀市文化会館 (佐賀県)                                                                         | | |                    |
| 1994年 | 凸凹ツアー (デコボコ珍道中) 後半戦                   | 5/8 長野市民会館 大ホール (長野県)                                                                   | | |                    |
| 1994年 | 凸凹ツアー (デコボコ珍道中) 後半戦                   | 5/11 帯広市民文化ホール (北海道)                                                                     | | |                    |
| 1994年 | 凸凹ツアー (デコボコ珍道中) 後半戦                   | 5/12 札幌市民会館 (北海道)                                                                           | | |                    |
| 1994年 | 凸凹ツアー (デコボコ珍道中) 後半戦                   | 5/15 たんば田園交響ホール (兵庫県)                                                                   | | |                    |
| 1994年 | 凸凹ツアー (デコボコ珍道中) 後半戦                   | 5/16 大阪厚生年金会館 (大阪府)                                                                       | | |                    |
| 1994年 | 凸凹ツアー (デコボコ珍道中) 後半戦                   | 5/19 山形県県民会館 (山形県)                                                                         | | |                    |
| 1994年 | 凸凹ツアー (デコボコ珍道中) 後半戦                   | 5/21 花巻市文化会館 大ホール (岩手県)                                                                | | |                    |
| 1994年 | 凸凹ツアー (デコボコ珍道中) 後半戦                   | 5/22 仙台サンプラザ ホール (宮城県)                                                                  | | |                    |
| 1994年 | 凸凹ツアー (デコボコ珍道中) 後半戦                   | 5/24 青森市文化会館 (青森県)                                                                         | | |                    |
| 1994年 | 凸凹ツアー (デコボコ珍道中) 後半戦                   | 5/27 名古屋市公会堂 (愛知県)                                                                         | | |                    |
| 1994年 | 凸凹ツアー (デコボコ珍道中) 後半戦                   | 5/28 紀南文化会館 大ホール (和歌山県)                                                                | | |                    |
| 1994年 | 凸凹ツアー (デコボコ珍道中) 後半戦                   | 5/30 徳山市文化会館 大ホール (山口県)                                                                | | |                    |
| 1994年 | 凸凹ツアー (デコボコ珍道中) 後半戦                   | 5/31 徳島県郷土文化会館 (徳島県)                                                                     | | |                    |
| 1994年 | 凸凹ツアー (デコボコ珍道中) 後半戦                   | 6/2 徳島県郷土文化会館 (徳島県)                                                                      | | |                    |
| 1994年 | 凸凹ツアー (デコボコ珍道中) 後半戦                   | 6/3 岡山市民会館 (岡山県)                                                                            | | |                    |
| 1994年 | 凸凹ツアー (デコボコ珍道中) 後半戦                   | 6/8 群馬県民会館 (群馬県)                                                                            | | |                    |
| 1994年 | 凸凹ツアー (デコボコ珍道中) 後半戦                   | 6/11 吹田市文化会館メイシアター (大阪府)                                                             | | |                    |
| 1994年 | 凸凹ツアー (デコボコ珍道中) 後半戦                   | 6/14 日本武道館 (東京都)                                                                             | | | ○                  |
| 1994年 | 凸凹TOUR アンコール特別公演 「凸NIGHT」              | 6/18 日比谷野外大音楽堂 (東京都)                                                                     | | | ◎                  |
| 1994年 | 凸凹TOUR アンコール特別公演 「凹NIGHT」              | 6/19 日比谷野外大音楽堂 (東京都)                                                                     | | | ◎                  |
| 1994年 | 凸凹ツアー (デコボコ珍道中) 後半戦                   | 6/23 沖縄市民会館 (沖縄県)                                                                           | | |                    |
| 1994年 | ニューミュージックセミナー 「Psycho Nite」           | 7/20 Psycho Nite'94 in NY                                                                            | | | ◎                  |
| 1994年 | はがサマーミュージック フェスティバル 森と湖のまつり | 7/24 くるみの里野外ステージ(兵庫県)                                                                  | with ホブルディーズ、白井貴子 | |                    |
| 1994年 | あんずの里ロックフェスティバル                       | 8/13 科野の里歴史公園 (長野県)                                                                       | with ホブルディーズ、地元のアマチュアバンド | | ○                  |

## 未発表曲
ブルーハーツには未発表曲が十数曲ある。

### 未発表曲
窓をあけよう
（作詞・作曲：甲本ヒロト / 編曲：THE BLUE HEARTS）
- 1986年～1987年に演奏されていた曲（1987年9月27日の日比谷野音での演奏が最後）
- DVD『ブルーハーツが聴こえない』にサビのみ収録されている。
- 2ndアルバム『YOUNG AND PRETTY』に収録される予定だったが新曲「遠くまで」「星をください」の完成によりカットされた。
- THE BLUE HEARTS BOX付属の歌詞カード、およびブックレットの年表部分に、「窓をあけよう」が演奏された1987年7月4日の野音のライブのセットリストらしきものが掲載されており、同じ未発表曲の「涙の男」と共に曲タイトルのみ書かれているのが確認できる。
- ヒューストンズでも演奏され、その活動期間中に甲本のソロでデモも作られた。

ほんの少しだけ
（作詞・作曲：甲本ヒロト / 編曲：THE BLUE HEARTS）
- 1986年～1987年に演奏されていた曲（1987年9月27日の日比谷野音のライブでの演奏が最後）。
- 窓をあけようと同じく、2ndアルバム『YOUNG AND PRETTY』に収録される予定だったが新曲「遠くまで」「星をください」の完成によりカットされた。
- ヒューストンズでも演奏され、その活動期間中に甲本のソロでデモも作られたが、このデモではコーラス部分が微妙に歌詞が異なる。
- また、会報誌「BLUE PARTS」の1987年11月1日号には歌詞が掲載された。

陽のあたる場所
（作詞・作曲：真島昌利 / 編曲：THE BLUE HEARTS）
- 1986年10月1日 渋谷ライブイン「ワン・ツー・パンチ!!」にて初披露。
- その後数回演奏されたのみで、メジャーデビュー後は一切演奏されず。
- スタジオ録音されたデモ音源が存在する。

おやすみなさい
（作詞・作曲：甲本ヒロト / 編曲：THE BLUE HEARTS）
- 陽のあたる場所と同じく、1986年10月1日 渋谷ライブイン「ワン・ツー・パンチ!!」にて初披露。その後数回演奏されたのみで、メジャーデビュー後は一切演奏されず。

伝染病
（作詞・作曲：甲本ヒロト / 編曲：THE BLUE HEARTS）
- 1989年の全国ツアー「ON TOUR全国版」にて初披露、このツアー以降演奏されず。

ロックの豚野郎
（作詞・作曲：真島昌利 / 編曲：THE BLUE HEARTS）
- ボーカルは真島。
- 89年の全国ツアー「ON TOUR全国版」にて初披露、アンコールのラストに演奏された。このツアー以降演奏されず。
- ライブによって歌詞が変化し、「LSD」や「ドラッグ」など、89年12月の大宮ソニックシティ、平塚市民センターのライブでは「宮﨑勤」といった名も登場する。

おまえの宇宙にいれてくれ
（作詞・作曲：真島昌利 / 編曲：THE BLUE HEARTS）
- イントロとアウトロがハイロウズのブラジルと同じ。
- また、会報誌「BLUE PARTS」の1990年1月1日号には歌詞が掲載されている。

僕はどこへいった
（作詞・作曲：甲本ヒロト / 編曲：THE BLUE HEARTS）
- 1985年～1986年に演奏されていた曲で、「世界一のクリスマス」でも演奏された。（1986年6月9日に目黒鹿鳴館で行われた「人にやさしく」での演奏が最後。）
- スタジオ録音されたデモ音源が存在する。

涙の男
（作詞・作曲：甲本ヒロト / 編曲：THE BLUE HEARTS）
- 1987年7月4日の日比谷野音でのライブで一度のみ演奏された。
- 同年4月19日に起きたラフィンノーズ公演雑踏事故について甲本自身の思いを語った曲。
- THE BLUE HEARTS BOX付属の歌詞カード、およびブックレットの年表部分に、「涙の男」が演奏された野音のライブのセットリストらしきものが掲載されており、同じ未発表曲の「窓をあけよう」と共に曲タイトルのみ書かれているのが確認できる。
- また、会報誌「BLUE PARTS」の1987年9月1日号には歌詞が掲載されている。

幸せのブルース
（作詞・作曲：甲本ヒロト / 編曲：THE BLUE HEARTS）
- 1986年6月9日に目黒鹿鳴館で行われた「人にやさしく」で一度のみ演奏された。
- ギターを真島と河口、ベースを梶原が弾くというスタイル。
- 甲本曰く、「自身の持ち歌」らしい。

- 4thシングル「ラブレター」のケースの内側に「今だって　ホラ　ホラ　ホラ!　幸せになりかけているじゃあないか　ヒロト」と幸せのブルースの「今も幸せになりかけているじゃないか」という歌詞に似たフレーズがある。

WHITE X'MAS
（作詞・作曲：アーヴィング・バーリン/編曲：THE BLUE HEARTS）
- 1985年12月24日「世界一のクリスマス」で一度のみ演奏された。

### 未発表歌詞などを含むもの
電光石火
1988年の「PRETTY PINEAPPLE TOUR」中に発表された当初は音源化分の後の歌詞「水平線に隠された 宝の地図が幽かに見える 立ち止まってばかり 振り向いてばかり それじゃデタラメも夢も叶わない」や歌詞を繰り返す部分があったが、ステージを重ねる内に歌詞が削られた。
デモ音源では未発表バージョンで演奏されている。また、未発表バージョンにおいての2回目と3回目のサビの歌詞が同じになっている。
チェインギャング
最初の数回のライブでは最後の「一人ぼっちが怖いからハンパに成長してきた」が「ゴマカシはもうたくさんだ、くだらない嘘はゴメンだ」となっている。
ブルーハーツより愛をこめて
1985年に初披露したときには後半の歌詞がなかった。
ほんの少しだけ
「今、何が見える」が「今、みんなが見える」となっているライブ音源が存在する。
風船爆弾
アルバム収録版より歌詞が少なく、「あなたの胸の奥に当たれよ風船爆弾」が「今夜はその場所で爆発するんだ」となっているライブ音源がある。
リンダ リンダ
1988年夏頃のライブで、後半の歌詞「決して負けない　強い力を　僕は　一つだけ持つ」を「決して負けない　強い強い力を　僕たちは　ひとつづつ持つ」とした事が何度かある。

### ライブによって歌詞が変わる曲
ブルースをけとばせ
アルバムに収録される前は毎回歌詞を変えて歌っていた。「宮﨑勤」、「永山則夫」、「川俣軍司」や「ウルトラセブン」といった歌詞が登場したりもした。
平成のブルース
毎回歌詞を変えて歌っていた。「宮崎勤」や「一杯のかけそば」などといった歌詞も登場した。

### 未発表バージョン
リンダリンダ（alternative versionもしくはremix-version）
シングル・アルバム収録のものよりキーが1つ高く、かなりロック風なアレンジがかかっている。

### その他
「終わらない歌」は1988年から1989年にかけてのライブでは最後のサビを三回演奏(二回歌唱)した。
1993年から1994年にかけて行われた凸凹ツアーでは、「風船爆弾」が河口ボーカル（普段は甲本ボーカル）でメドレーの五曲目として歌われた。
1988年に日清パワーステーションで行われたライブでは甲本が「ダンスナンバー」の2番と3番の歌詞を間違えて歌い、「これからは2番と3番を逆に歌ったらカップヌードルバージョンと呼ぼう」とMCで釈明していた。
真島が友部正人のライブにゲスト出演したときには、「終わらない歌」、「青空（一部、歌詞を変えて）」、「手紙」、「脳天気」を歌い、ソロライブでは、「青空」、「さすらいのニコチン野郎」を歌った。さらに河口は、SUMMER SONICで間寛平らと共に「リンダリンダ」を歌った。

## 影響
- 彼らの残した影響は強く、2000年代前半に起こった青春パンクブームでブレイクしたバンドの多くが、ブルーハーツの影響を強く受けていることを公言している。音楽界以外にも、彼らから影響を受けたと語る有名人は多数いる。
- 爆風スランプのサンプラザ中野くんは、知人のつてで知ったメジャーデビュー前のブルーハーツの曲を聴いて衝撃を受け、当時自身がパーソナリティを務めていた『サンプラザ中野のオールナイトニッポン』でディレクターに、この曲を掛けたいと希望を出して番組で流したところ大反響を呼び、そこから一躍ブルーハーツのメジャーデビューにつながったという[38]。
- 劇団 第三舞台の主宰・鴻上尚史は、自身がパーソナリティを務めた『鴻上尚史のオールナイトニッポン』内で、幾度となくブルーハーツ好きを公言しており、ライブにも度々足を運び、感想を語っていた。「1985」（鴻上曰くソノシート音源）をフルで流したり、88年2月12日の武道館ライブを見に行った日の深夜の放送では、その日披露されたばかりの新曲「青空」のライブ音源を流したりと、この番組でしか聴けない音源も多かった。後に自身の映画に「青空」を挿入歌として使用している。
- 1989年、作家の吉本ばなならが『僕の話を聞いてくれ』という、ブルーハーツを絶賛する本を出した。吉本ばななは、「I Love ザ・ブルーハーツ」というタイトルで寄稿し、本の帯に「ブルーハーツは全員、丸ごとの自分をきちんと大事にしている。これは大変贅沢で、かなり素晴らしいことに違いない」と書いた。
- 漫画家の森田まさのりは、メンバーをモデルとしたキャラを『ろくでなしBLUES』（週刊少年ジャンプ連載）に登場させた。また、「英雄にあこがれて」と題された回では、同タイトルのブルーハーツの楽曲（『YOUNG AND PRETTY』収録）の歌詞を作中で引用している。また、ヒロインの初恋の思い出の曲として、「リンダリンダ」を作中で引用し、1話作っている。
- 2002年、香取慎吾主演のフジテレビ系ドラマ『人にやさしく』の主題歌と挿入歌に起用され、CDが再発。ブルーハーツをリアルタイムで聴いていない世代も多く聴くきっかけとなった。
- 大森うたえもんはブルーハーツの解散発表直後にファンレターを書いており、そのファンレターにはブルーハーツの楽曲名が25曲(「もどっておくれよ」は「もどってくれ」と書かれている)も書かれており、さらに「君のため」の歌詞を引用するなどしている。
- 2004年、鴻上尚史が、ブルーハーツの楽曲19曲を使った音楽劇『リンダリンダ』を公演した。山本耕史や松岡充、SILVAらが主演。
- 2005年、『リンダ リンダ リンダ』という映画が制作された。韓国からの留学生を含む女子高生バンドがブルーハーツの楽曲をカバーする。彼女らのバンド名「パーマンラウム」は韓国語で「青い心（＝Blue Hearts）」の意。なおこの映画には、甲本ヒロトの弟であり俳優の甲本雅裕が教師役で出演している。
- 2006年、「ラブレター」の歌詞を基にして作られた映画、『ラブレター 蒼恋歌』公開。同年には、このほか「1001のバイオリン」や「リンダリンダ」も、それぞれ別のCMソングとして起用されている。
- 2015年　テレビアニメ『ローリング☆ガールズ』が放映。各話のサブタイトルがブルーハーツの楽曲名となっている。また、主題歌や挿入歌では、主要キャストによりブルーハーツの数多くのカバー曲が歌われている。
- 5月28日放送の関ジャム完全燃SHOWの「日本のギタリスト列伝」というコーナーで真島が選出される。「月の爆撃機」のライブ映像の一部が放送された。
- 『ザ・カセットテープ・ミュージック』では今までに、「1985」、「青空」、「未来は僕等の手の中」「月の爆撃機」が放送された。

## 受賞歴
- 2002年
  - 第32回ザテレビジョンドラマアカデミー賞 主題歌賞（「夢」､ドラマ『人にやさしく』主題歌）